# Musée des Beaux-Arts de Nîmes
Pour les articles homonymes, voir Musée des beaux-arts.
Le musée des Beaux-Arts de Nîmes est un musée d'art français fondé au début du XIXe siècle, situé dans la ville de Nîmes, dans le département du Gard et la région Occitanie.

## Historique
Le musée, fondé en 1821 dans la Maison Carrée, abrite alors surtout des œuvres romaines et antiques ainsi que quelques peintures contemporaines et plus anciennes. L'espace devenant trop exigu, un concours architectural est organisé en 1902 pour la réalisation d'un nouveau bâtiment. C'est l'architecte nîmois Max Raphel qui le remporte. Les travaux débutent en 1903 pour s'achever en 1907.
Ce bâtiment, situé dans le square de la Mandragore et rue de la Cité-Foulc, a depuis été rénové par l'architecte Jean-Michel Wilmotte en 1987.

## Collections
La collection originale est rassemblée dès 1824, des collections privées viennent ensuite l'enrichir, comme le legs de Robert Gower, en 1869, ou celui de Charles Tur en 1948 et ceux d'artistes et d'amateurs d'arts.
La collection compte aujourd'hui quelque 3 800 œuvres. Dans la galerie inférieure, composée de trois salles, on peut admirer des tableaux italiens de Jacopo Bassano (1515-1592) (Suzanne et les vieillards), Lelio Orsi (1511-1587), Andrea della Robbia (1435-1525) (mascaron de céramique : La Vierge à l'enfant, dite aussi Madone Foulc), Pier Francesco Mola, Giovanni Paolo Pannini entre autres.
Dans les sept salles de la galerie supérieure, sont exposés les œuvres des peintres flamands et hollandais des XVIe et XVIIe siècles, Rubens (Portrait de moine), Carel Fabritius, Pieter Coecke van Aelst (1502-1550), Leonaert Bramer; et celles des peintres français Sébastien Bourdon, Nicolas de Largillierre et Hyacinthe Rigaud, Reynaud Levieux, Jean-François de Troy (Moissonneuse endormie), Pierre Subleyras, François Boucher, des nîmois Charles-Joseph Natoire et Xavier Sigalon, Paul Delaroche (Cromwell devant le cercueil de Charles Ier), Charles Jalabert dont le musée conserve en outre le buste réalisé en 1904 par le sculpteur Pierre-Nicolas Tourgueneff (1853-1912).

### Peintures

#### École italienne

##### XVesiècle
- Michele Giambono ( ? -1462) : Mariage mystique de sainte Catherine d'Alexandrie (vers 1430)
- Fra Filippo Lippi (1406-1469) : La Vierge et saint Jean-baptiste adorant l'enfant Jésus

##### XVIesiècle
- Jacopo Bassano (1515-1592) : Suzanne et les vieillards (1585)
- Giovanni Capassini (attribué à) (vers 1510-1579) : Sainte famille avec le jeune saint Jean-Baptiste et sainte Catherine
- Lorenzo di Credi (atelier de) : Le Mariage mystique de sainte Catherine d'Alexandrie
- Prospero Fontana (1512-1597) : La Vierge et l'Enfant avec saint Pierre et saint Paul (vers 1537-1539)
- Giovanni Battista Moroni (1525-1578) : Allégorie du gouvernement et de la fortune dit aussi La Calomnie d'Apelle
- Lelio Orsi (1511-1587) : Mise au tombeau (vers 1598)
- Benvenuto Tisi (1481-1559) : La Flagellation du Christ (vers 1527) ; La Vierge et l'enfant Jésus avec une sainte martyre (vers 1500-1510)

##### XVIIesiècle

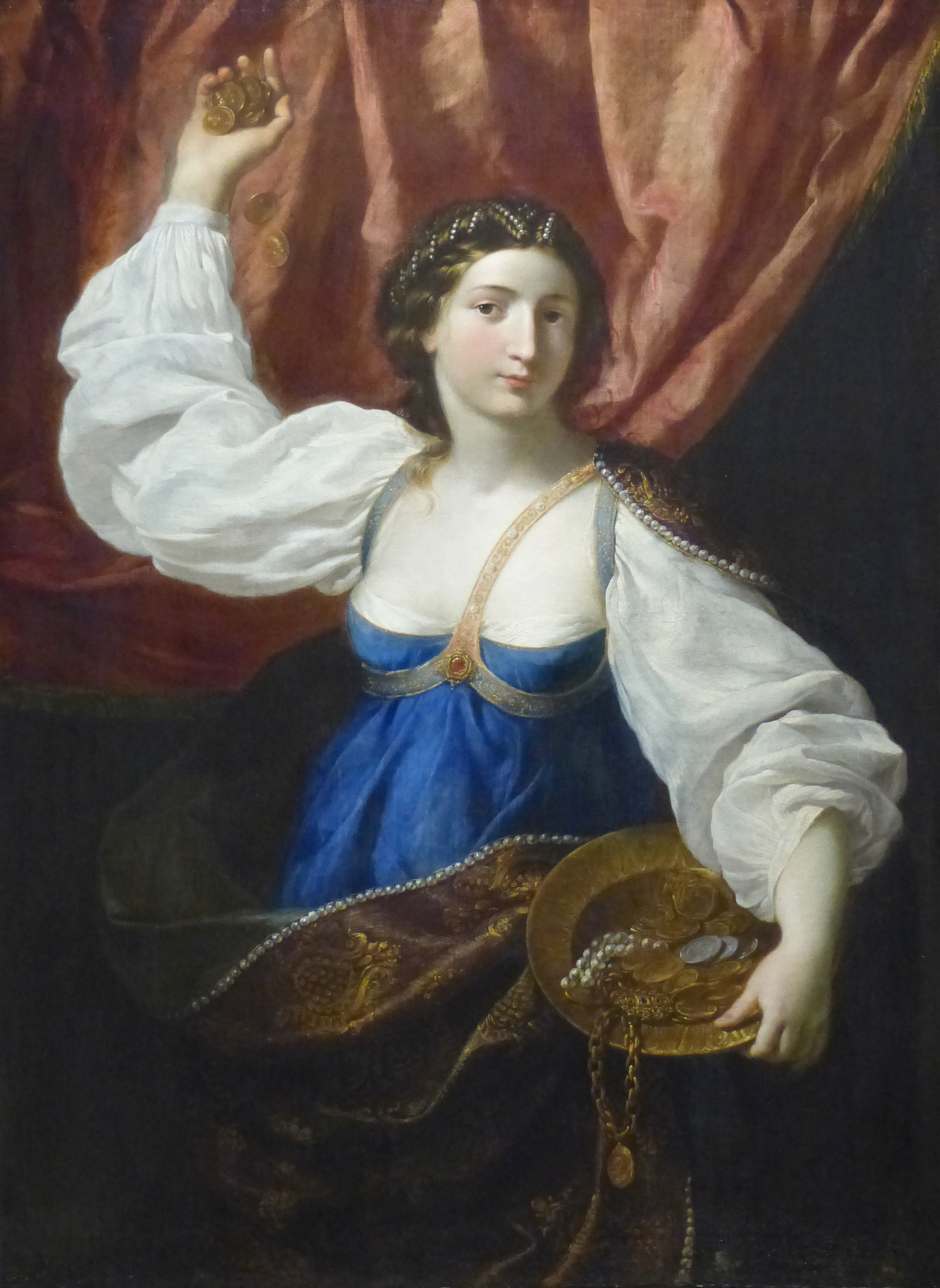
La Libéralité par Elisabetta Sirani, vers 1657.

- Gaspare Vazzano (it) (1565-1630) : La Multiplication des pains (vers 1600-1605)
- Pietro Bellotti (1625-1700) : Vieille Femme avec une tête de mort (entre 1674-1681)
- Francesco Cairo (1607-1665) : Exhortation de sainte Marthe à sainte Madeleine (vers 1650-1655)
- Luca Giordano (1634-1705) : Déjanire et le centaure Nessus (vers 1672-1674)
- Bartolomeo Guidobono (1654-1709) : L'Adoration des bergers (vers 1700, attribué) ; Sainte Famille avec saint Jean-Baptiste (vers 1700)
- Giovanni Lanfranco (1582-1647) : L'Annonciation (vers 1616)
- Giovan Battista Langetti (1625-1676) : Samson victorieux (vers 1650-1660)
- Pier Francesco Mola (1612-1666) : Adoration des Bergers (1640-1650)
- Il Morazzone (1573-1626) (école de) : La Mort de Lucrèce , Le Christ et la femme adultère
- Mattia Preti (1613-1699) : Jésus au milieu des Docteurs (vers 1640-1645)
- Matteo Rosselli (1578-1660) (attribué): La Courtisane Rabab fait échapper de Jéricho les espions envoyés par Josué (vers 1630)
- Alessandro Salucci (en) (1590-1657) (attribué) : La Mort de Dircé
- Scarsellino (1551-1620) : Le Massacre des Innocents (vers 1600-1610)
- Elisabetta Sirani (1638-1665) : La Libéralité (vers 1657)
- Antonio Maria Vassallo (1615-1667) : Intérieur de cuisine (vers 1635-1640) ; Promenade dans un parc (vers 1635/1640) ; Sainte famille avec saint Jean-Baptiste (vers 1635)
- Gio Enrico Vaymer (it) (1665-1738) : Portrait de Paolo Gerolamo Franzone (1667)

##### XVIIIesiècle
- Canaletto (1697-1768) : Le Rialto à Venise (deuxième moitié du XVIIIe siècle)
- Sebastiano Conca (1680-1764) : La Vierge remettant le rosaire à saint Dominique (vers 1740-1750)
- Giuseppe Maria Crespi (1665-1747) : Bernardo Tolomeï au milieu des victimes de la peste noire à Sienne en 1348 (vers 1735)
- Michele Marieschi (1710-1744) : Caprice avec un tempietto (vers 1740) ; Caprice avec ruines (vers 1740)
- Giovanni Paolo Panini (1691-1765) : Prédication d'un apôtre (1740-1750)

École italienne
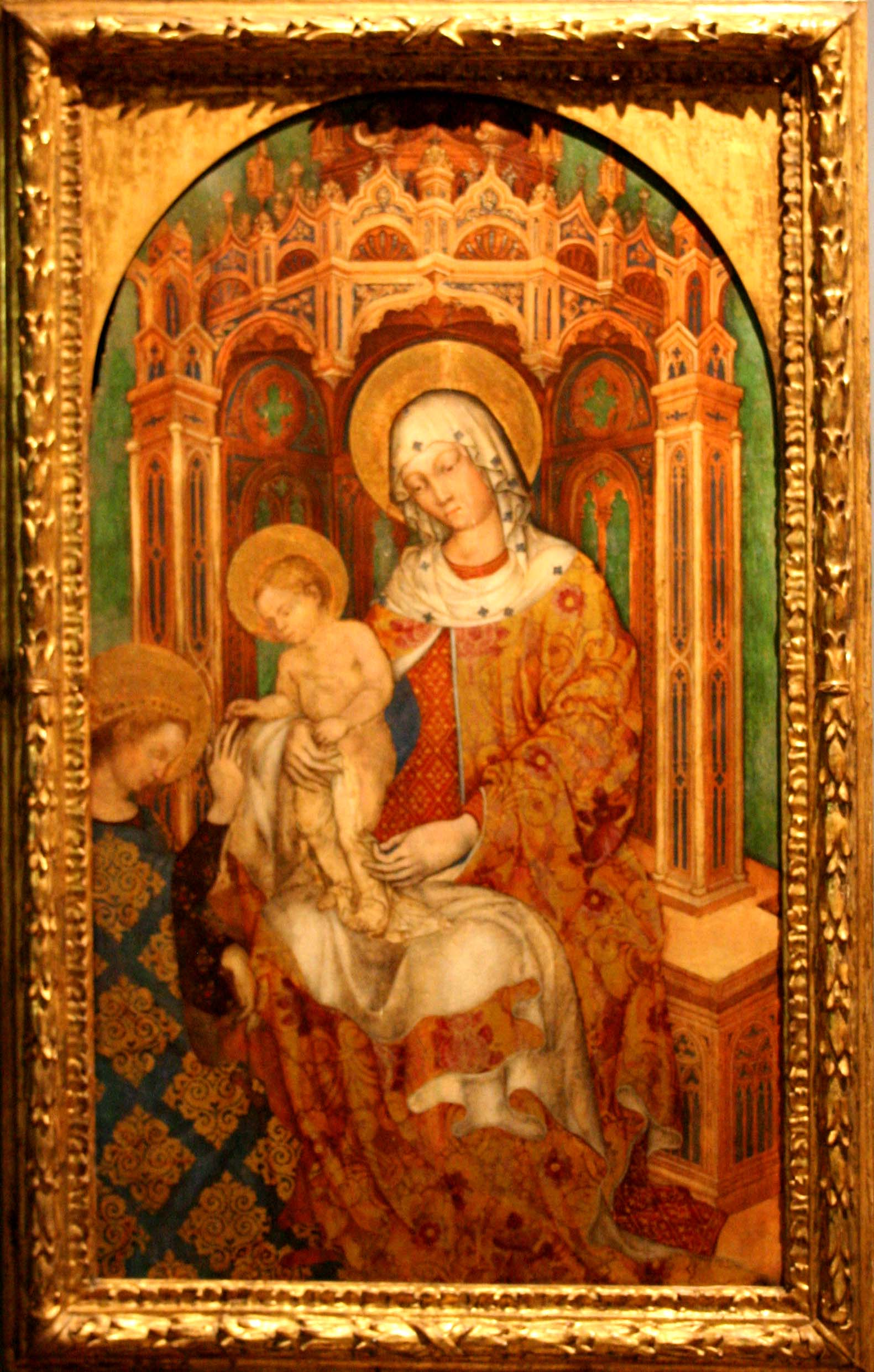
Michele Giambono Mariage mystique de sainte Catherine d'Alexandrie (vers 1430).
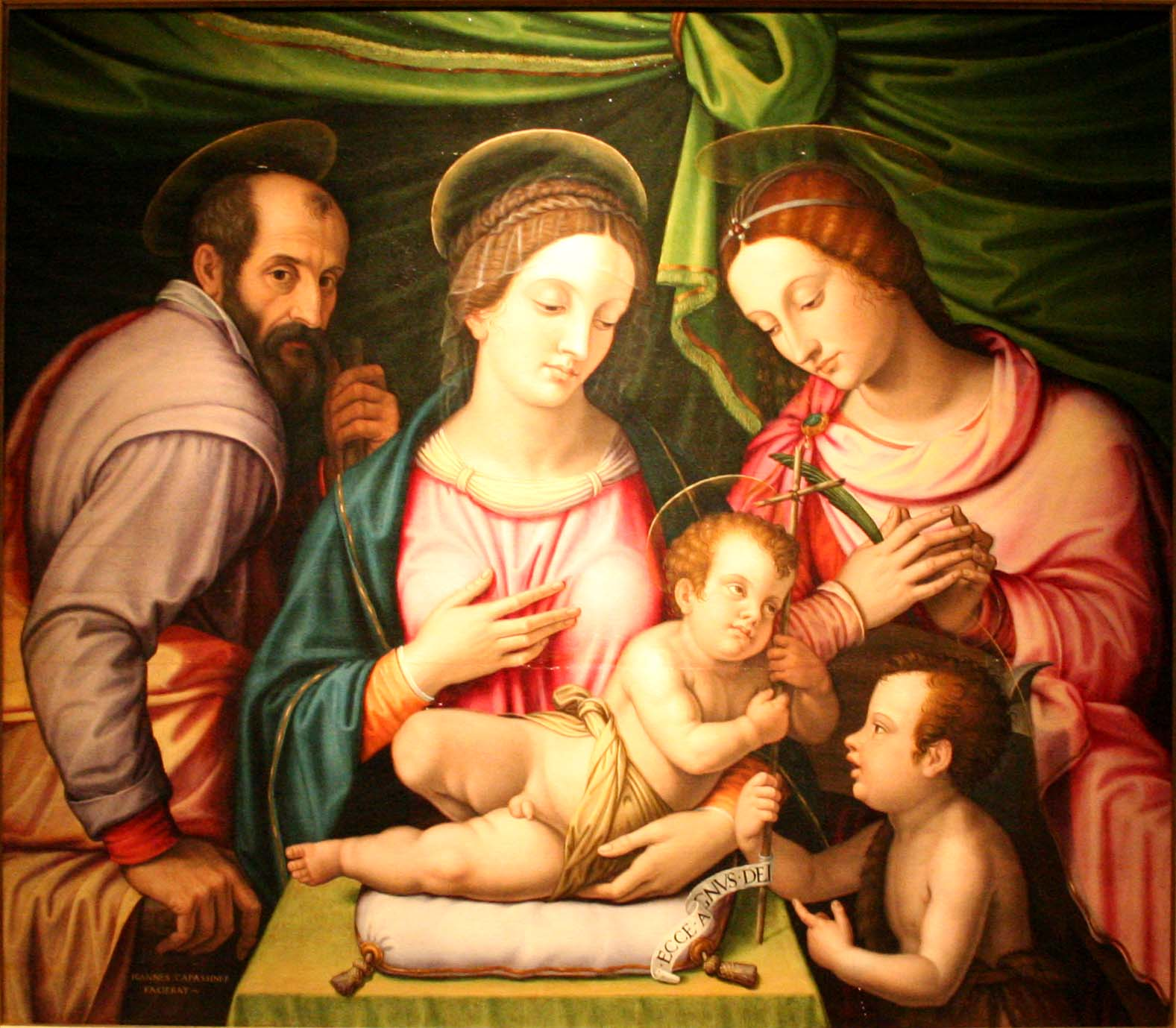
Giovanni Capassini Sainte Famille avec le jeune saint Jean-Baptiste et sainte Catherine.
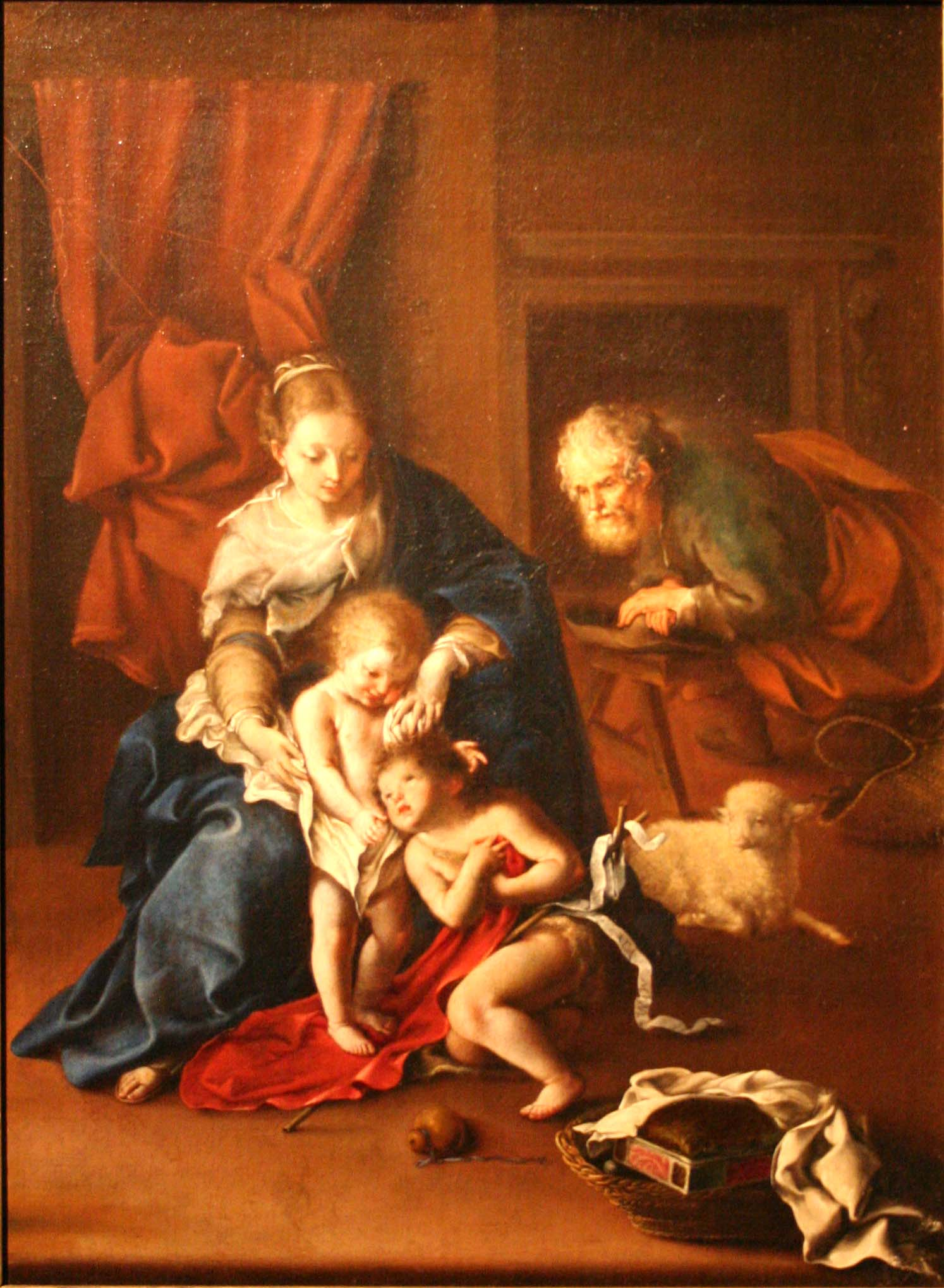
Bartolomeo Guidobono Sainte Famille avec saint Jean-Baptiste (vers 1700).
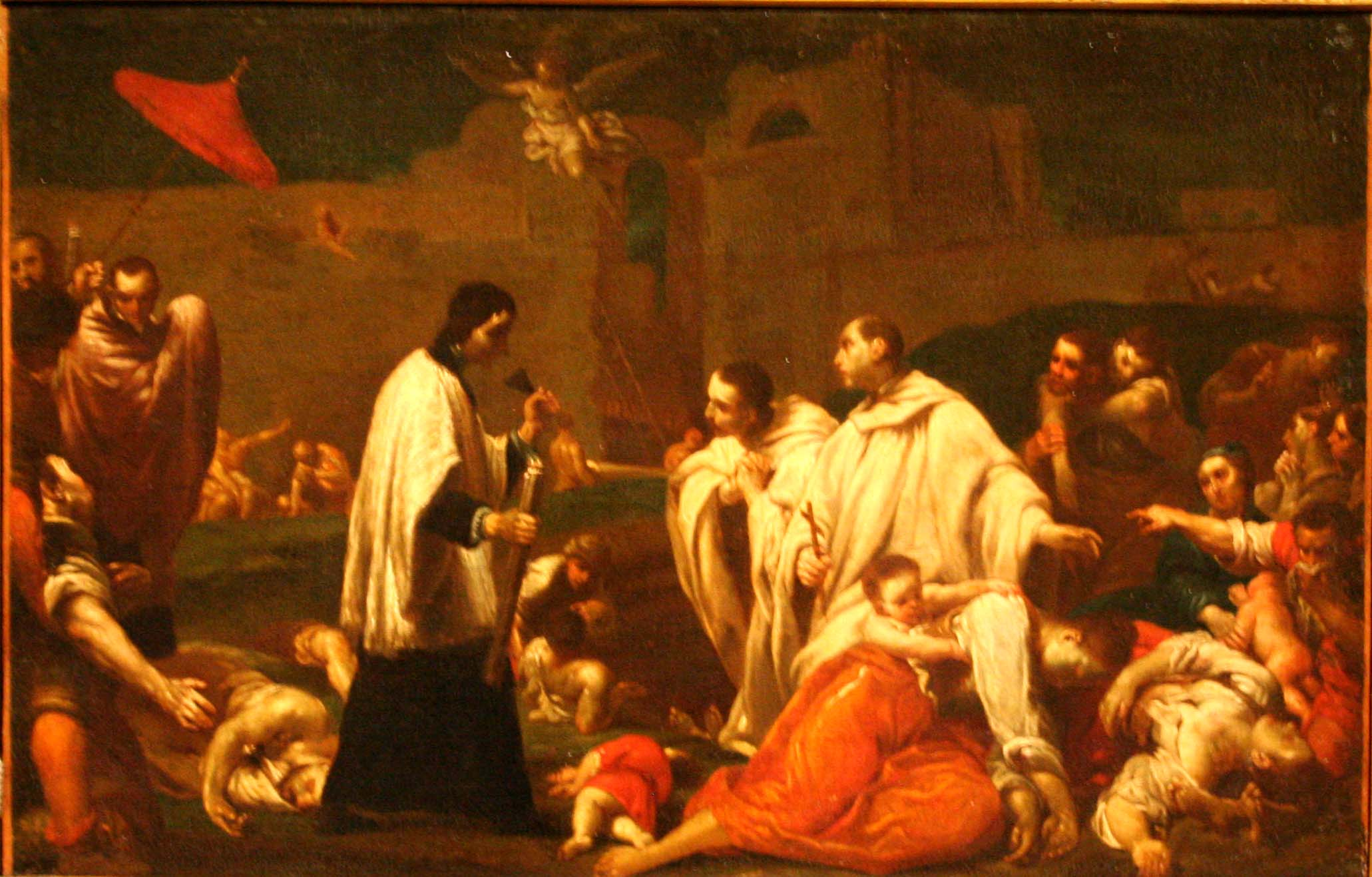
Giuseppe Maria Crespi Bernardo Tolomeï au milieu des victimes de la peste noire à Sienne en 1348 (vers 1735).
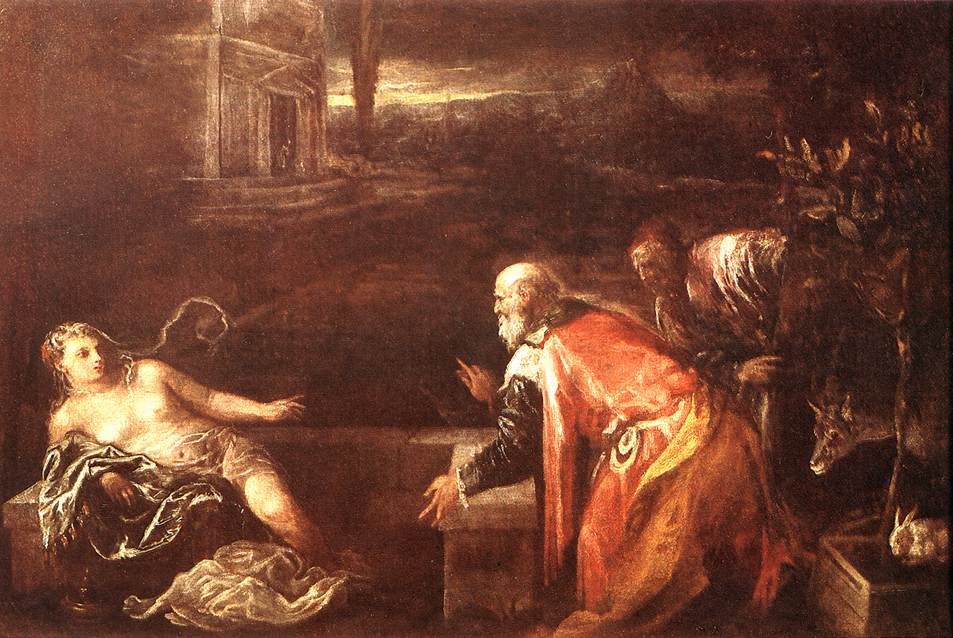
Jacopo Bassano Suzanne et les vieillards
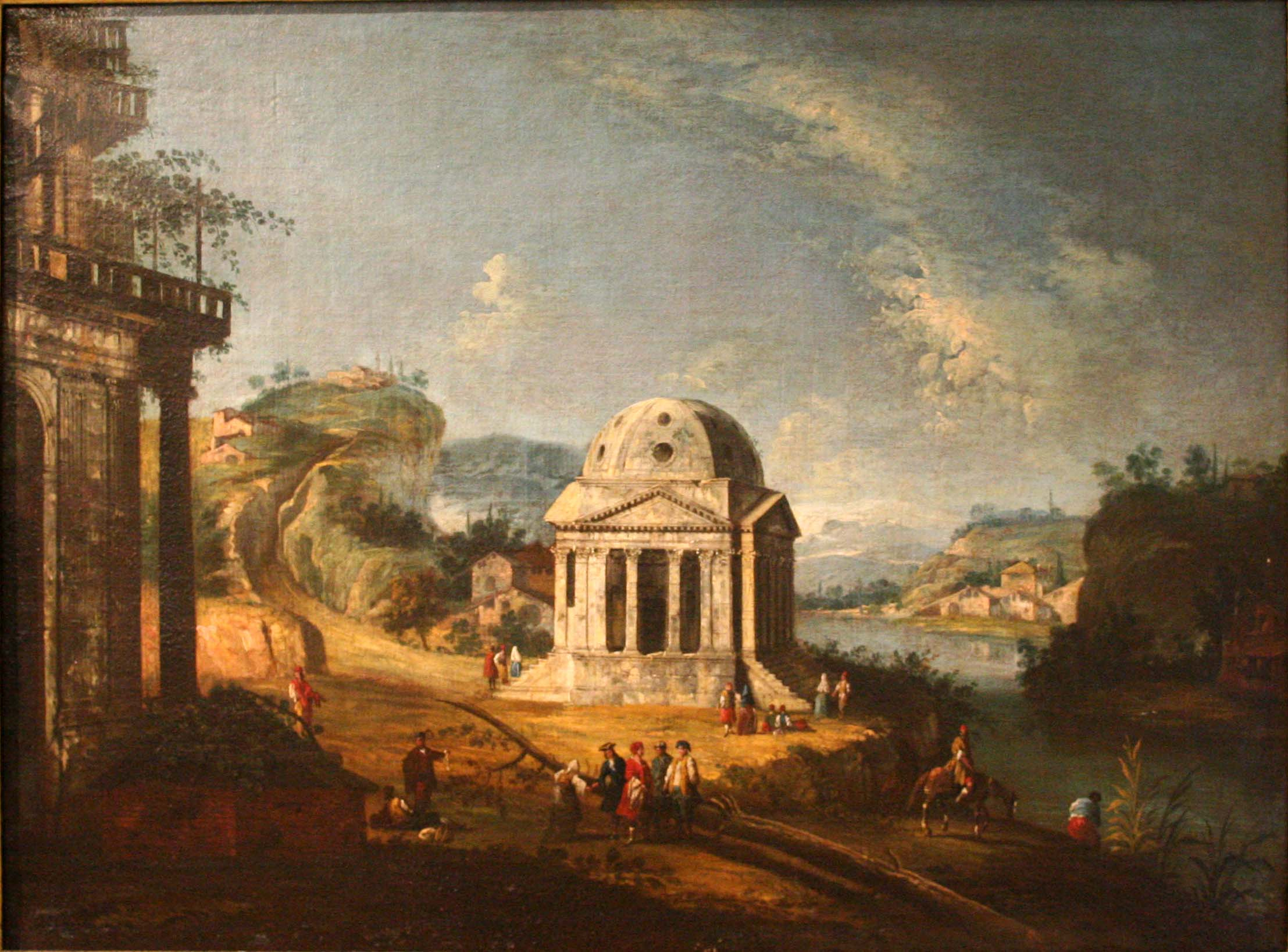
Michele Marieschi Caprice avec un tempietto (vers 1740).

#### École nordique
- Pieter Coecke van Aelst (1502-1550) : Saint Luc peignant la Vierge (1535-1540)
- Jan Asselyn (1610-1652) : Tête de bœuf
- Nicolaes Berchem (1620-1683) : Paysage avec figures et animaux(1660)
- Jan Both (1610-1652) : Ruines en Italie (1638-1641)
- Leonard Bramer (1596-1674) : Salomé recevant la tête de saint Jean-baptiste (vers 1635-1640)
- Christian Wilhelm Ernst Dietrich (1712-1774) : Jésus guérissant les malades
- Jacob Duck (1600-1667) : Scène galante (vers 1635-1640)
- William Gouw Ferguson (en anglais) (1632-1689) : Nature morte (vers 1656)
- Carel Hardy : Nature morte de volailles et d'oiseaux (milieu du XVIIe siècle)
- Bernhard Keil (école de) (1624-1687) : Allégorie de l'eau et de la terre
- Nicolaus Knüpfer (1603-1655), Gijsbert d'Hondecoeter (en anglais) (1604-1653), Abraham van Cuylenborg (en italien) (1620-1658) : Jupiter et Mercure chez Philémon et Baucis (1643)
- Nicolas Maes (1634-1693) : Vénus endormie avec des putti dansant (vers 1660)
- Jan Miense Molenaer (1609-1668) : Fête rustique
- Pieter Neefs (le Vieux) (1578-1657) : Vue intérieure de la cathédrale Notre-Dame à Anvers
- Frans Pourbus l'Ancien (1545-1581) : Scène d'intérieur, l'enfant prodigue chez les courtisans '
- Adam Pynacker (1622-1673) : Une Barque à l'ancre (vers 1656-1657)
- Pierre Paul Rubens (1577-1640) : Portrait de F. Marcelliano de Barea, capucin (vers 1630)
- Gerard Seghers (1591-1651) : Les Adieux du Christ à sa mère (vers 1630)
- Michael Sweerts (1618-1664) : Vieillard et Fileuse (vers 1645-1650)
- Hendrick Cornelisz. van Vliet (1611-1675) : Intérieur de la nouvelle église de Delft (1656)
- Jan Weenix (1642-1719) : Départ pour la chasse (1664)
- Jacob de Wet attribué à (1610-après 1675) : Joseph et ses frères (vers 1633)

École nordique
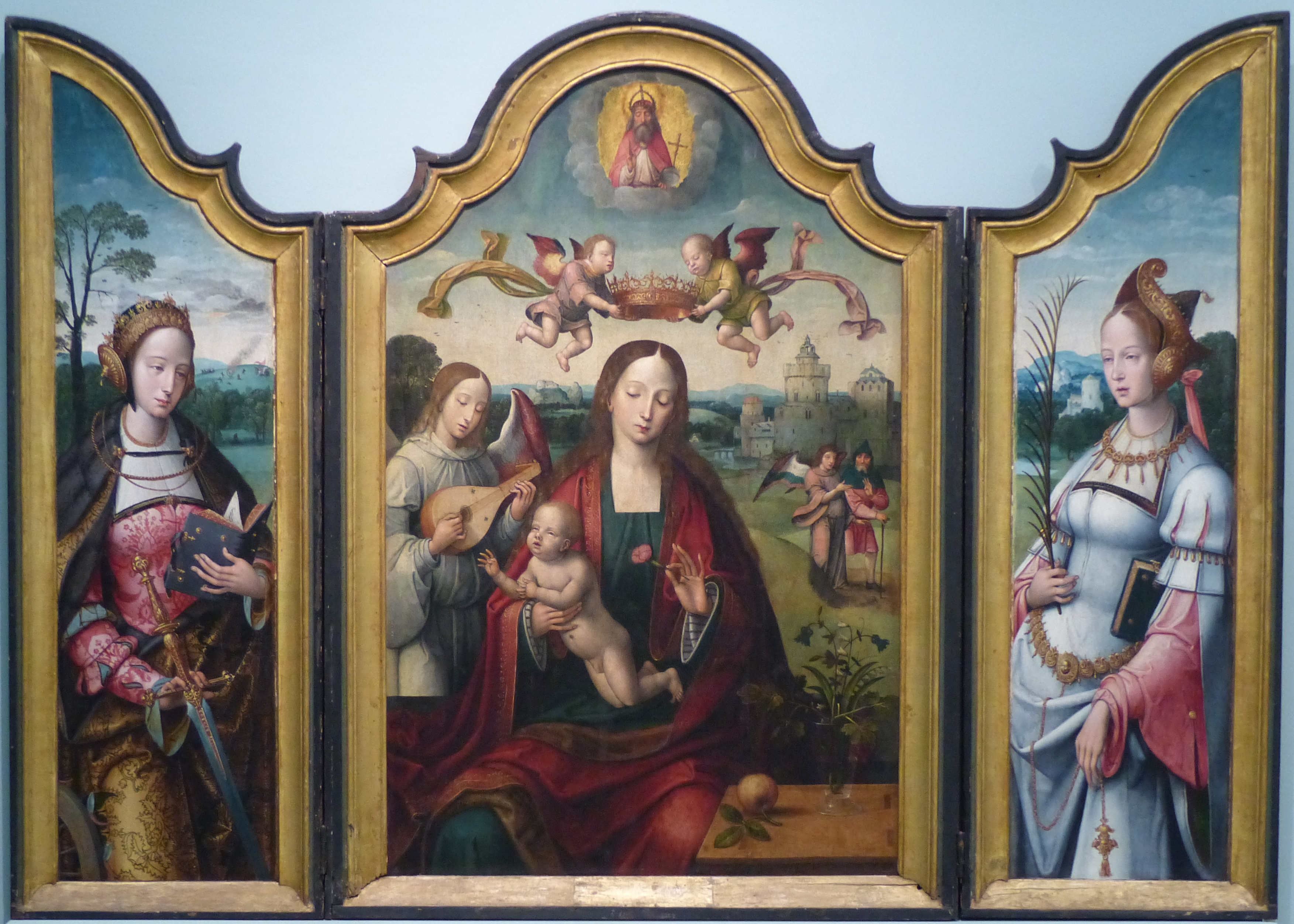
Heinrick Creeft, Couronnement de la Vierge (vers 1538)
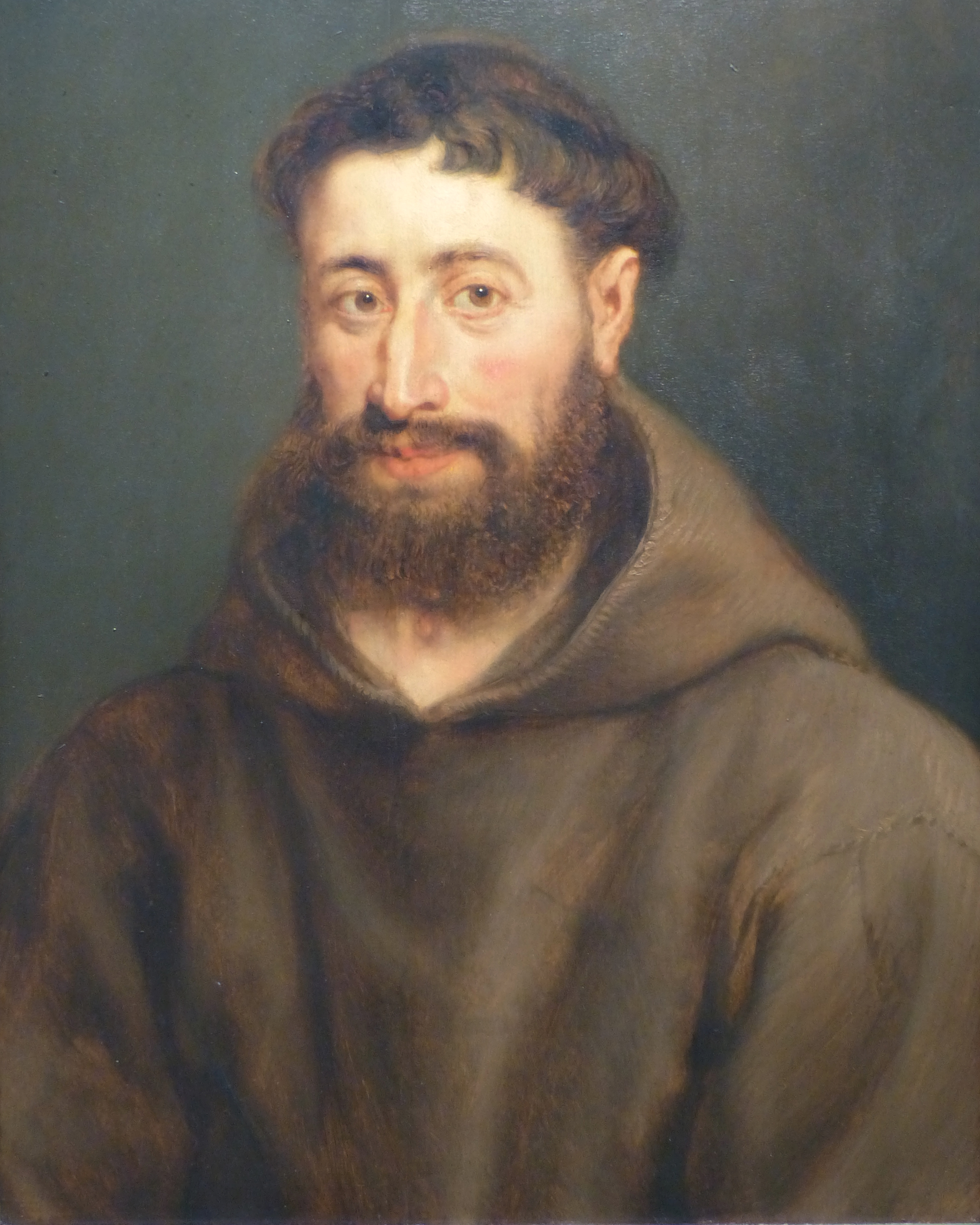
Rubens, Francesco Marcelliano de Barea, capucin (vers 1630)
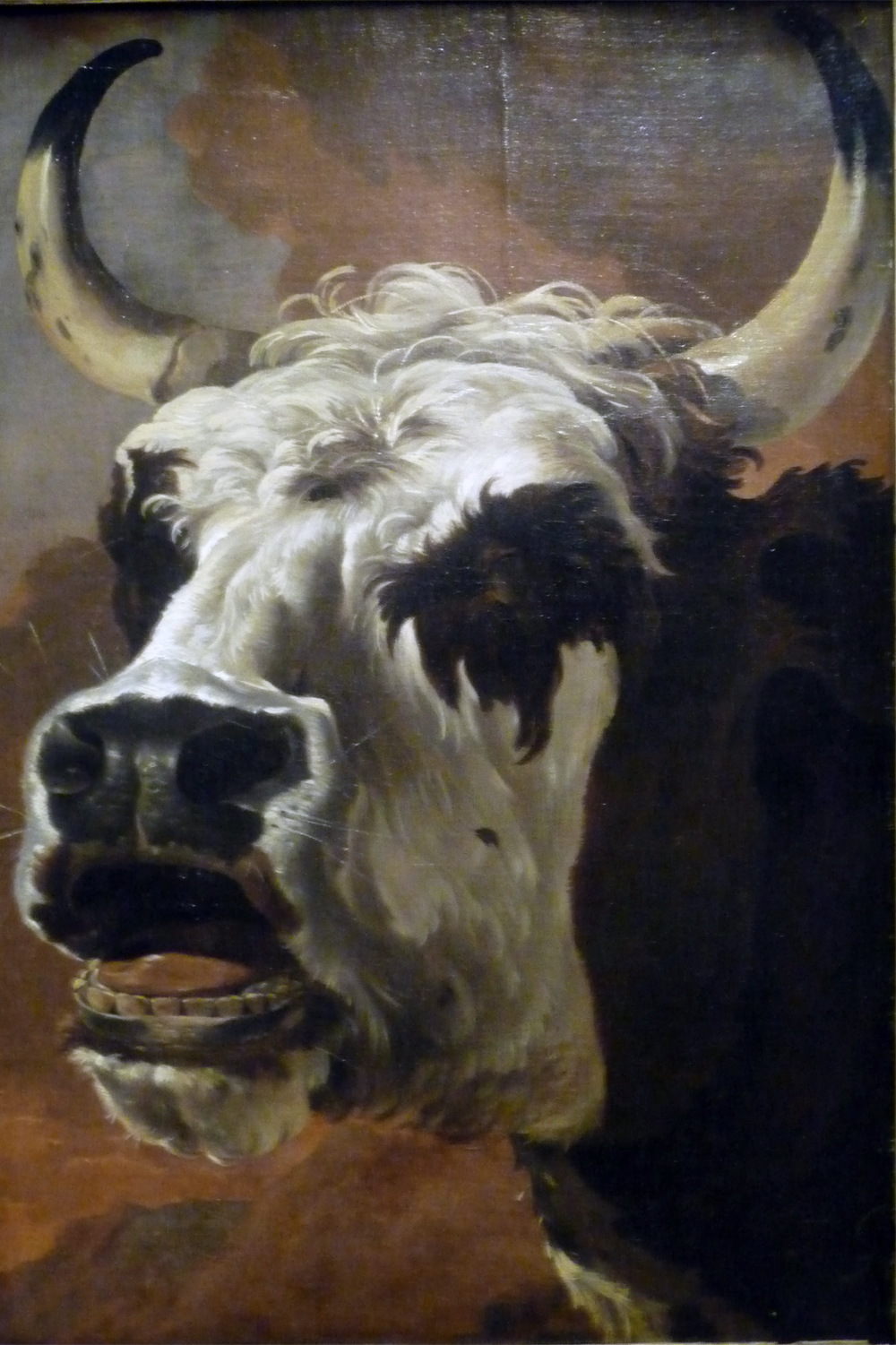
Jan Asselyn, Tête de bœuf
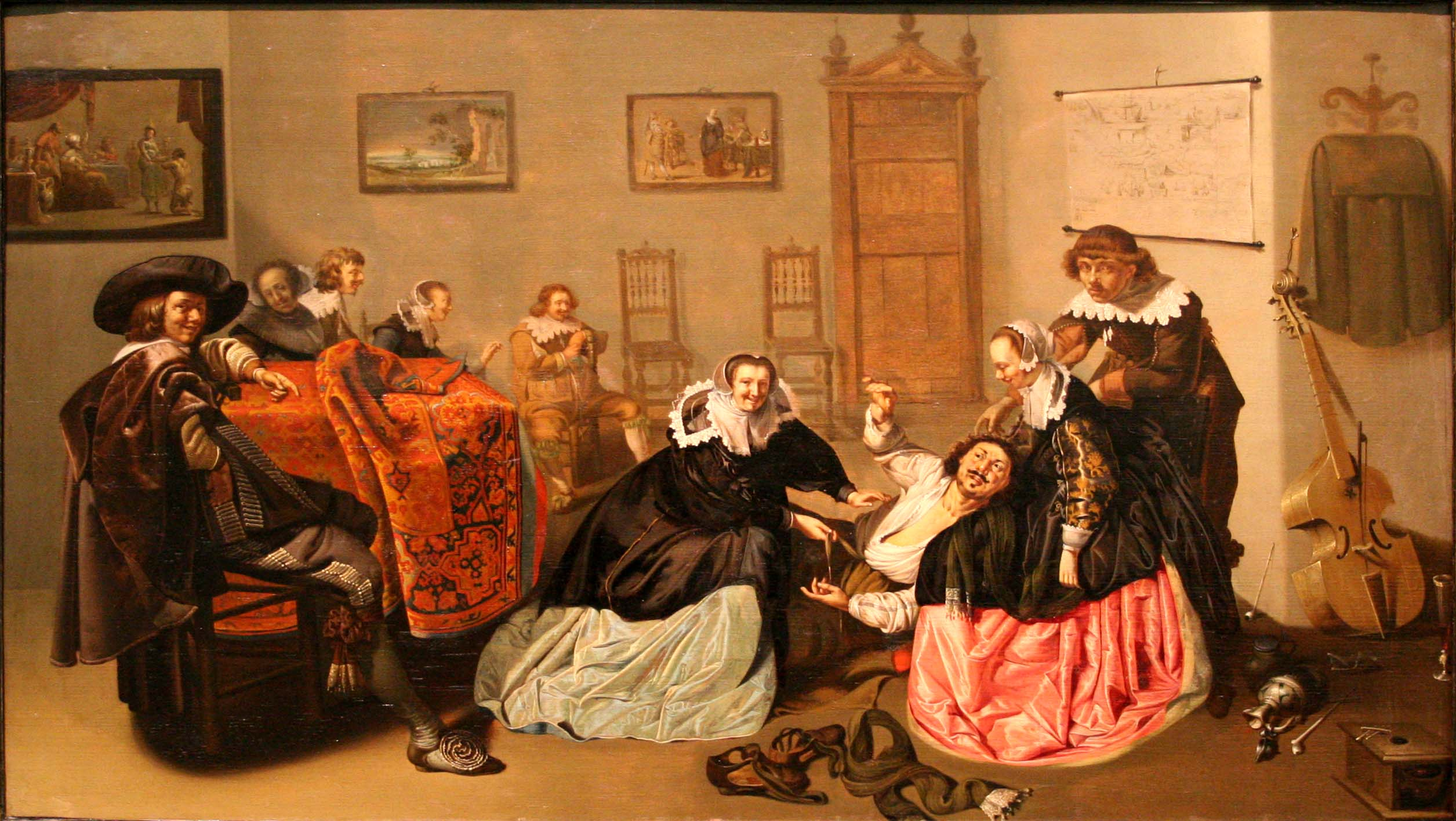
Jacob Duck, Scène galante (vers 1635-1640)
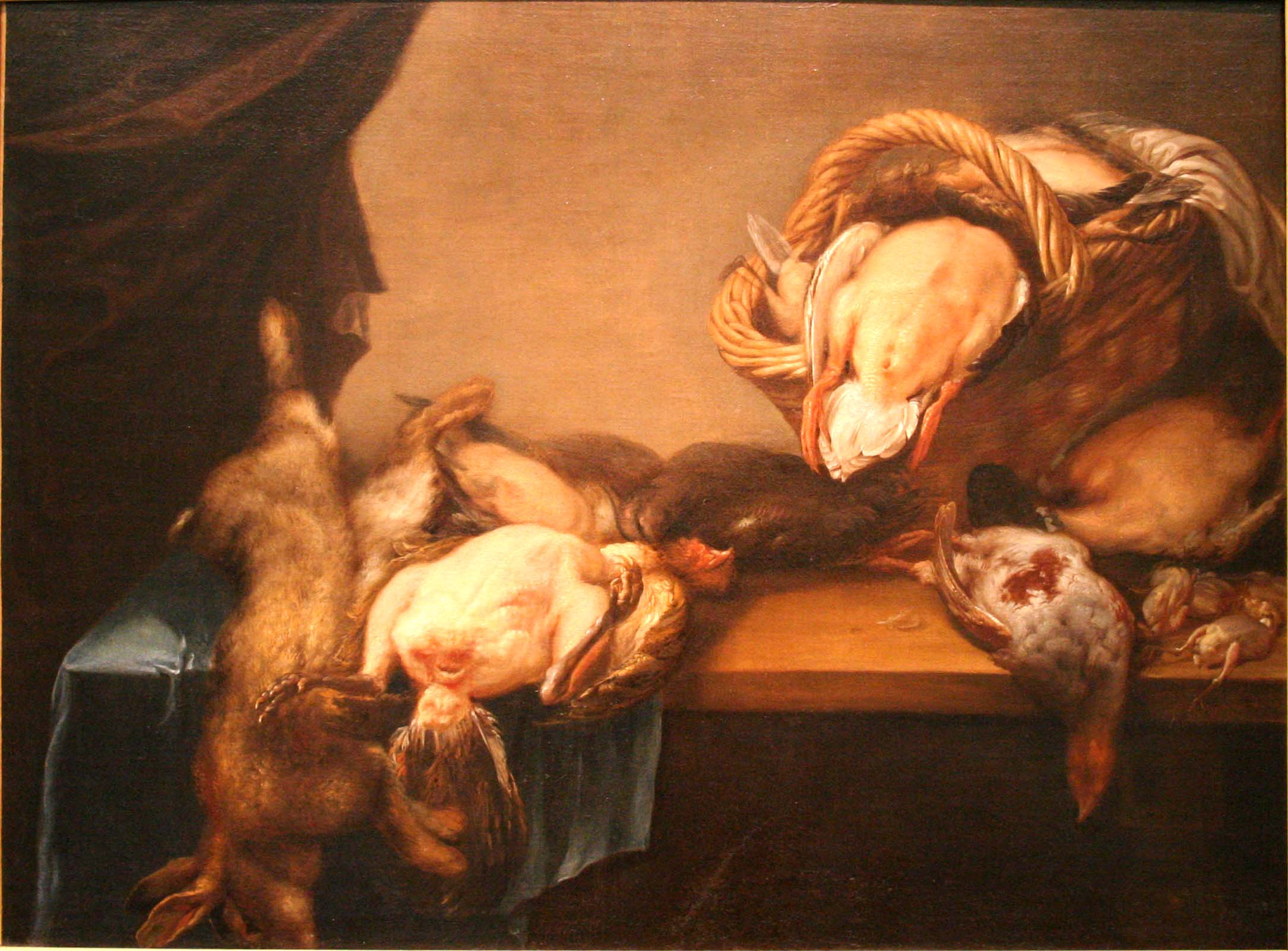
Carel Hardy, Nature-morte au gibier (milieu XVIIe)
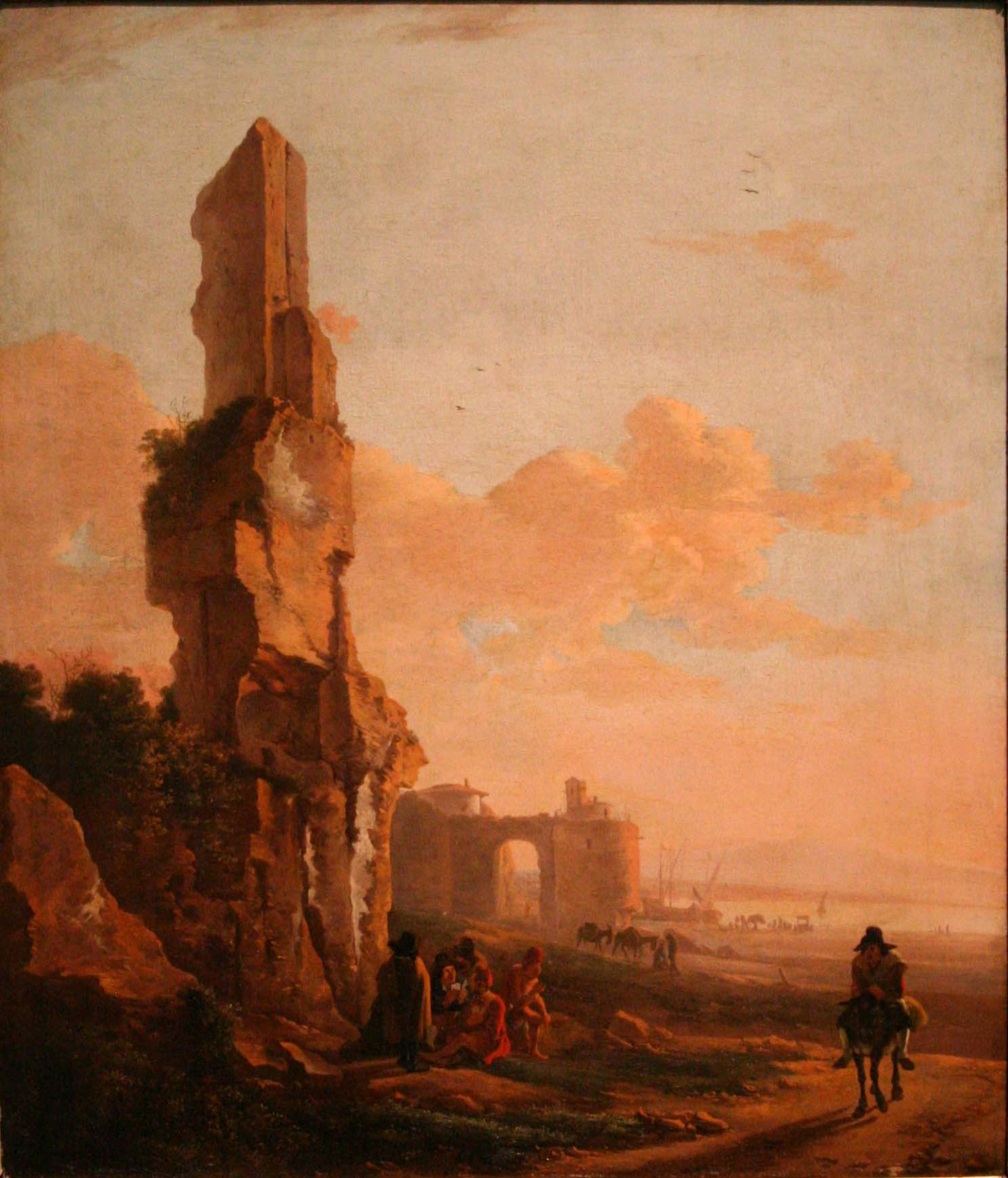
Jan Both, Ruines en Italie (1638-1641)
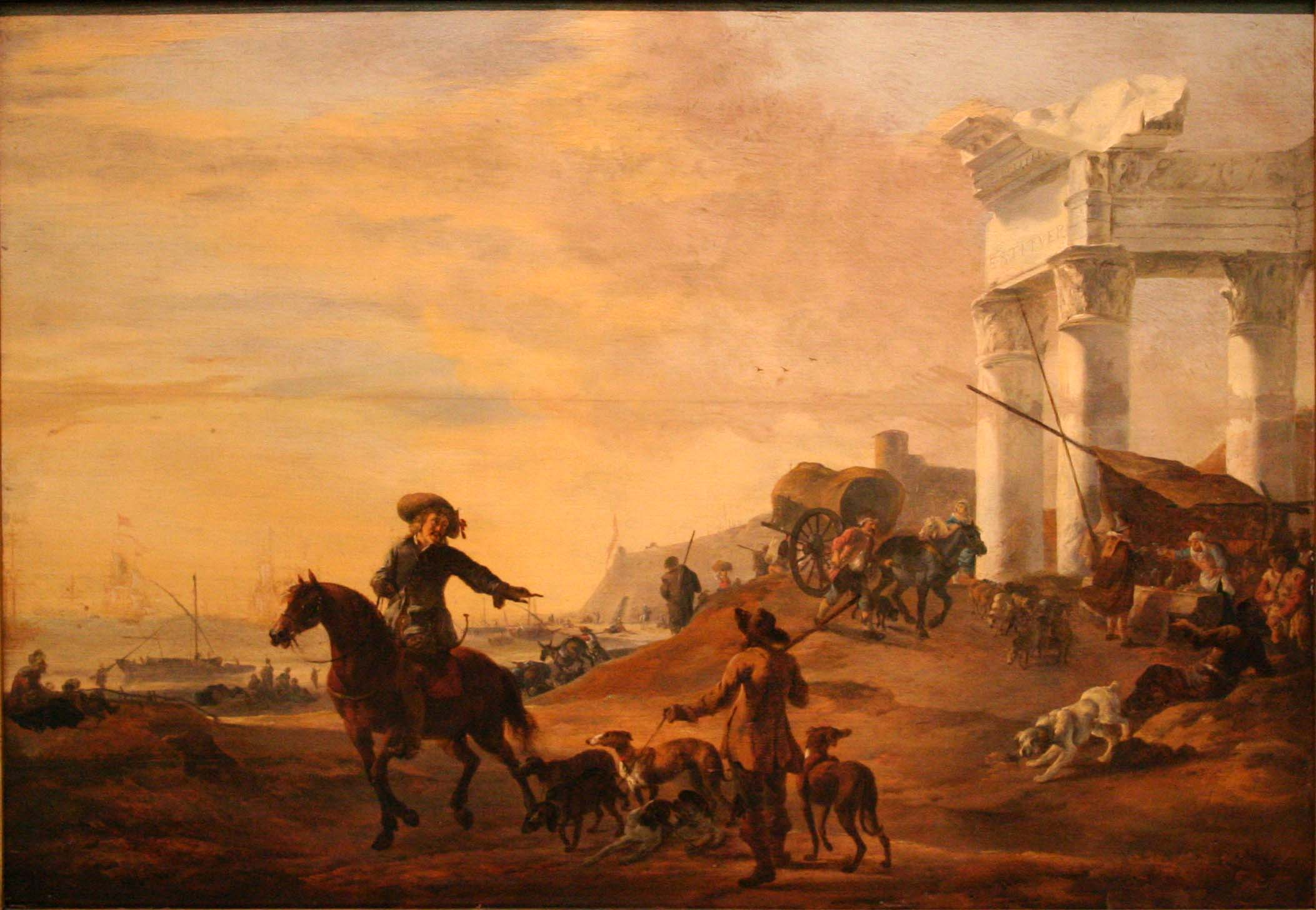
Jan Weenix, Départ pour la chasse (1664)
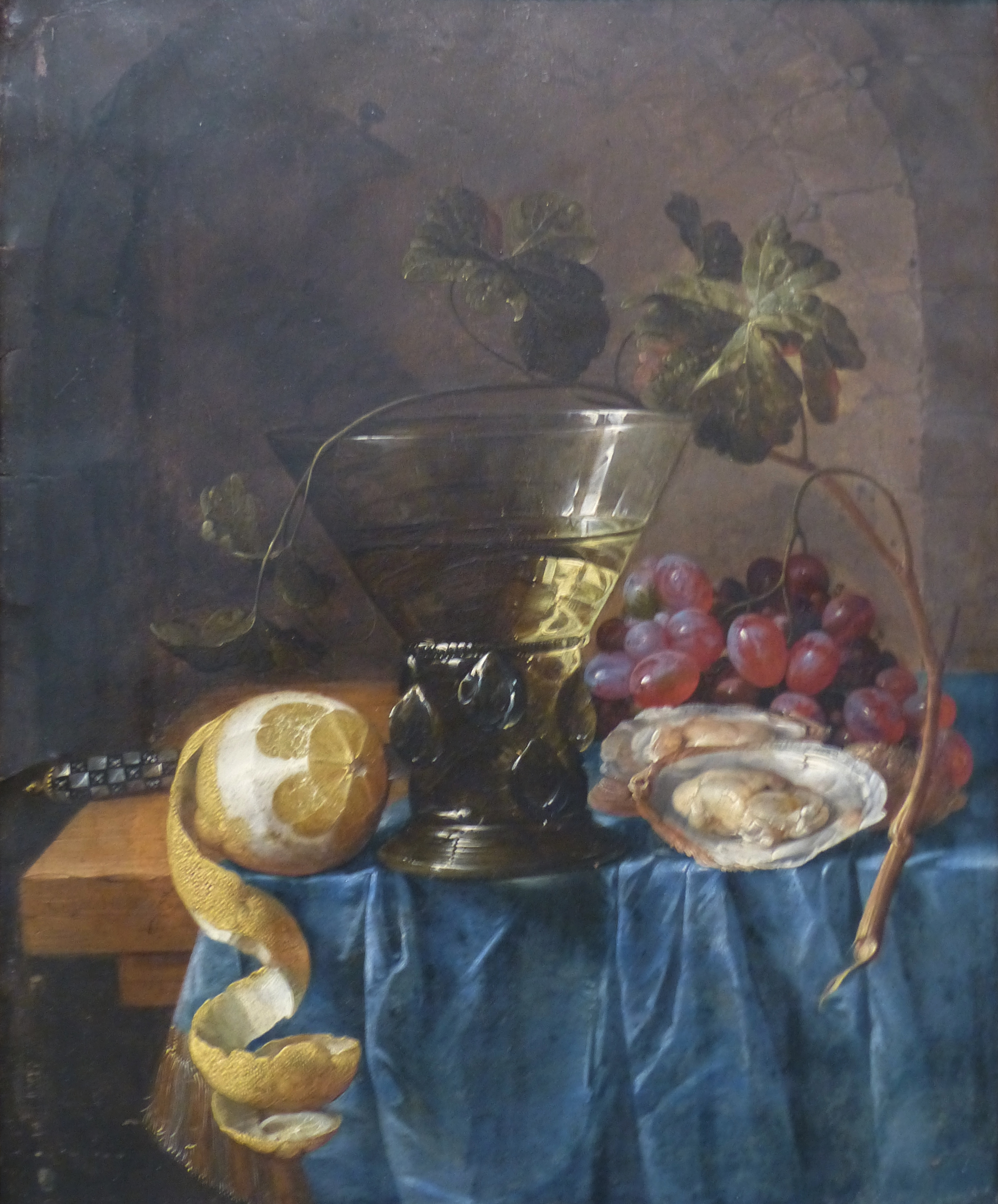
Cornelis de Heem, Nature-morte

#### École française

##### XVIIesiècle
- Sébastien Bourdon (1616-1671) : Bourgmestre hollandais (vers 1660)
- Nicolas Chaperon (1612-1654) : Moïse et le serpent d'airain (vers 1645)
- Michel Corneille le Jeune (1642-1708) : Saint François d'Assise (vers 1688)
- Jean Daret (1613-1668) : La Vierge ; Le Christ
- Reynaud Levieux (1613-1699) : Arrestation de saint Jean-Baptiste (1667) ; Décollation de saint Jean-Baptiste (1656) ; Saint Jean-Baptiste et Hérode (1686) ; Hérodiade recevant la tête de saint Jean-Baptiste (1655)
- Hyacinthe Rigaud (1659-1743) : Portrait présumé de Charles de Parvillez (1692) ; Portrait de Jacques de Fitz-James Stuart (vers 1730)

##### XVIIIesiècle
- Jean Simon Berthélemy (1743-1811) : Tomyris, reine des Massagètes, fait tremper le chef de Cyrus dans un vase de sang (1766)
- François Boucher (1703-1770) : L'Obéissance récompensée (1768)
- Nicolas Guy Brenet (1728-1792) : Metellus sauvé par son fils (1779)
- Jacques-François Delyen (1684-1761) : Autoportrait (1714) ; Portrait de la mère du peintre (1714)
- Jean-Baptiste Deshays de Colleville (1729-1765) : Prédication de saint Denis (1764)
- Nicolas-René Jollain (1732-1804) : Le retour de Mars (vers 1779)
- Louis Jean François Lagrenée (1724-1805) : Le combat de l'Amour et de la Chasteté (1781)
- Nicolas de Largillierre (1656-1746) : Portrait de gentilhomme (vers 1715) ; Portrait de Jacques de Fitz-James Stuart, duc de Berwick (vers 1730)
- Louis-Gabriel Moreau (1740-1806) : Paysage (1770-1780)
- Charles-Joseph Natoire (1700-1777) : L'Arrivée de Cléopâtre à Tarse (1756) ; Le repas de Cléopâtre et de Marc-Antoine (1754) ; L'Entrée de Marc-Antoine à Éphèse (1741) ; La Conclusion de la paix à Tarente (1757) ; Saint-Étienne entraîné devant les docteurs qui produisent de faux témoins contre lui et excitent l'émotion des sénateurs, des scribes et du peuple (1745)
- Pierre Subleyras (1699-1727) : Moïse et le serpent d'airain (1727)
- Étienne Théolon (1739-1780) : Tête de vieille femme (1777)
- Jean-François de Troy (1679-1752) : La Moissonneuse endormie (1725-1730)
- Claude Joseph Vernet (1714-1789) : Marine (1758-1760)

##### XIXesiècle
- Alexandre Marie Colin (1798-1875) : Visite de François Ier aux monuments de Nîmes (1836) ; Les Bohémiens au pont du Gard'' (1836)
- Vincent Courdouan (1810-1893) : Marine (1848)
- Paul Delaroche (1797-1856) : Cromwell découvrant le cercueil de Charles Ier (1831)
- Jean Delville (1867-1953) : portrait du grand maître de la Rose (1895)
- Melchior Doze (1827-1913) : La Visitation (1869)
- Louis Gaidan (1847-1925) : Les Pins de Carqueiranne (1892)
- Charles Jalabert (1819-1901) : Virgile, Horace et Varius chez Mécène (1846) ; Maria Abruzzèze '1863)
- Jules Laurens (1825-1901) : Orage
- Jean-Baptiste Lavastre (1834-1889) : Environs de Nîmes (1869)
- Émile Loubon (1809-1863) : Le Muletier du Var, vue des environs de Marseille (1853)
- Antoine Ponchin (1872-1933) : Maisons sur l'eau
- Philibert Rouvière (1805-1865) : L'Accident de Charrette (1862)
- Ferdinand Roybet (1840-1920) : Portrait de militaire
- Xavier Sigalon (1787-1837) : Locuste remettant à Narcisse le poison destiné à Britannicus, en fait l'essai sur un jeune esclave (1824) ; Portrait d'Adolphe Cartroux (vers 1830)
- Jean Vignaud (1775-1826) : Mercure enseignant la lyre à Amphion (1819), Franz Liszt, adolescent (1826)
- Louis Étienne Watelet (1780-1866) : Paysage

École française
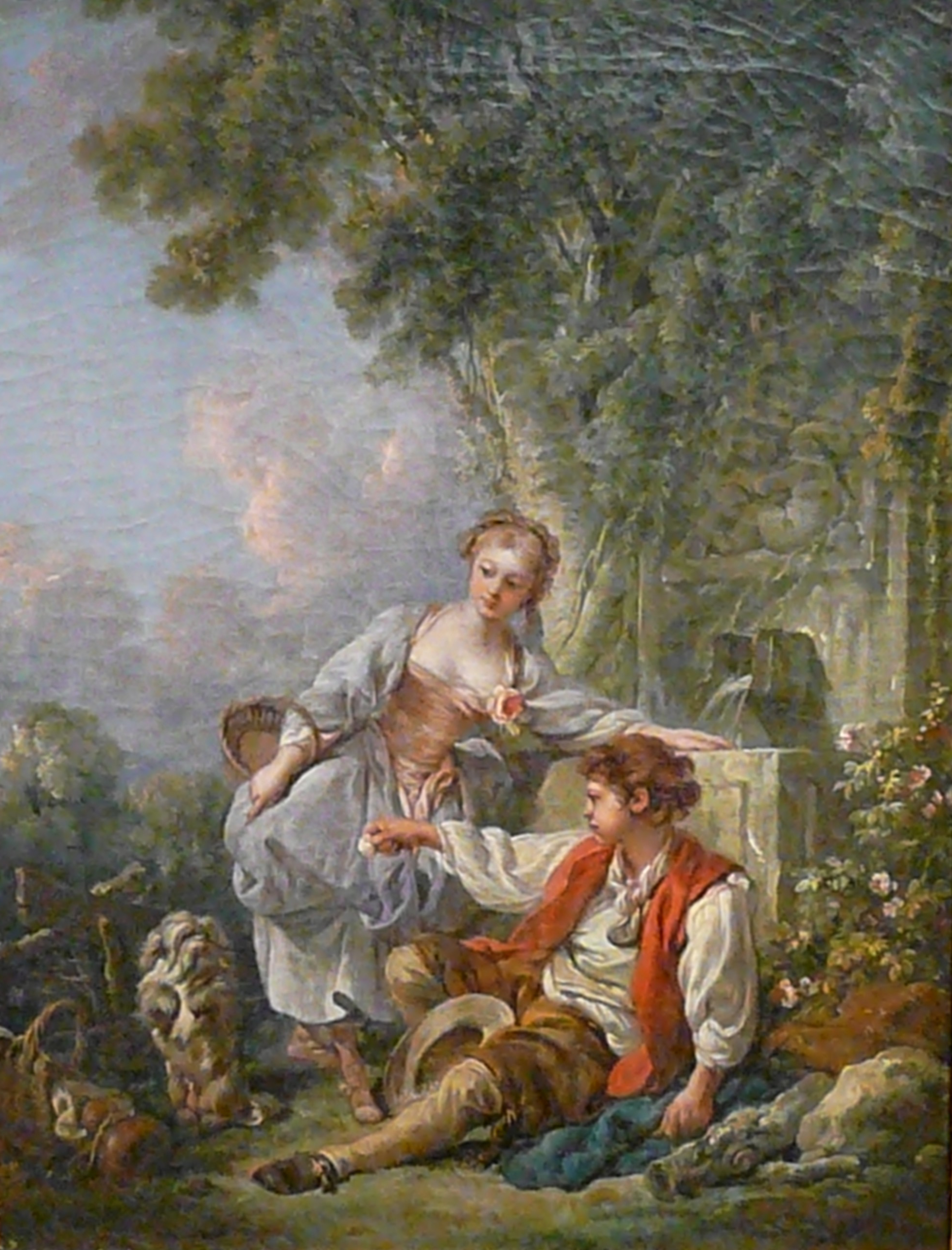
François Boucher, L'Obéissance récompensée (1768)
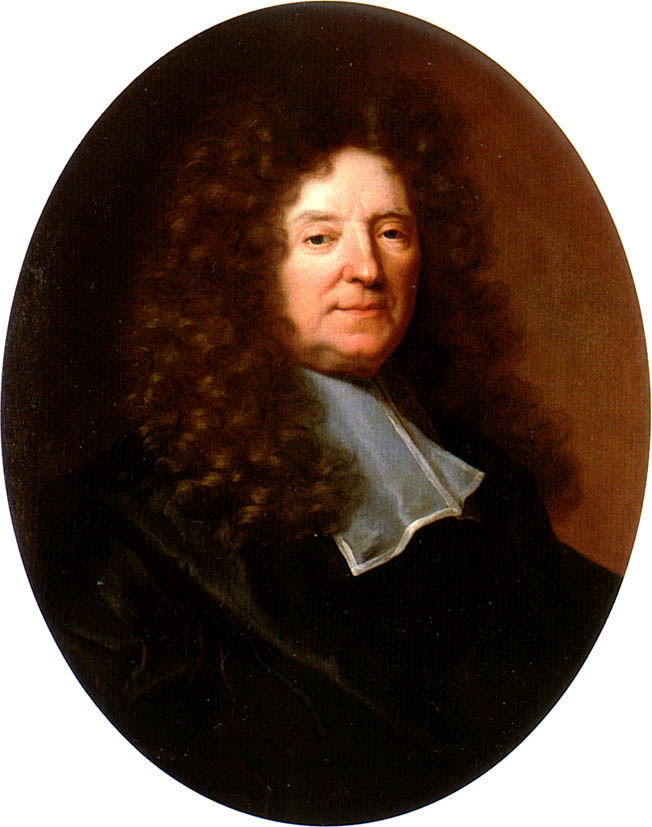
Hyacinthe Rigaud, Charles de Parvillez (1692)
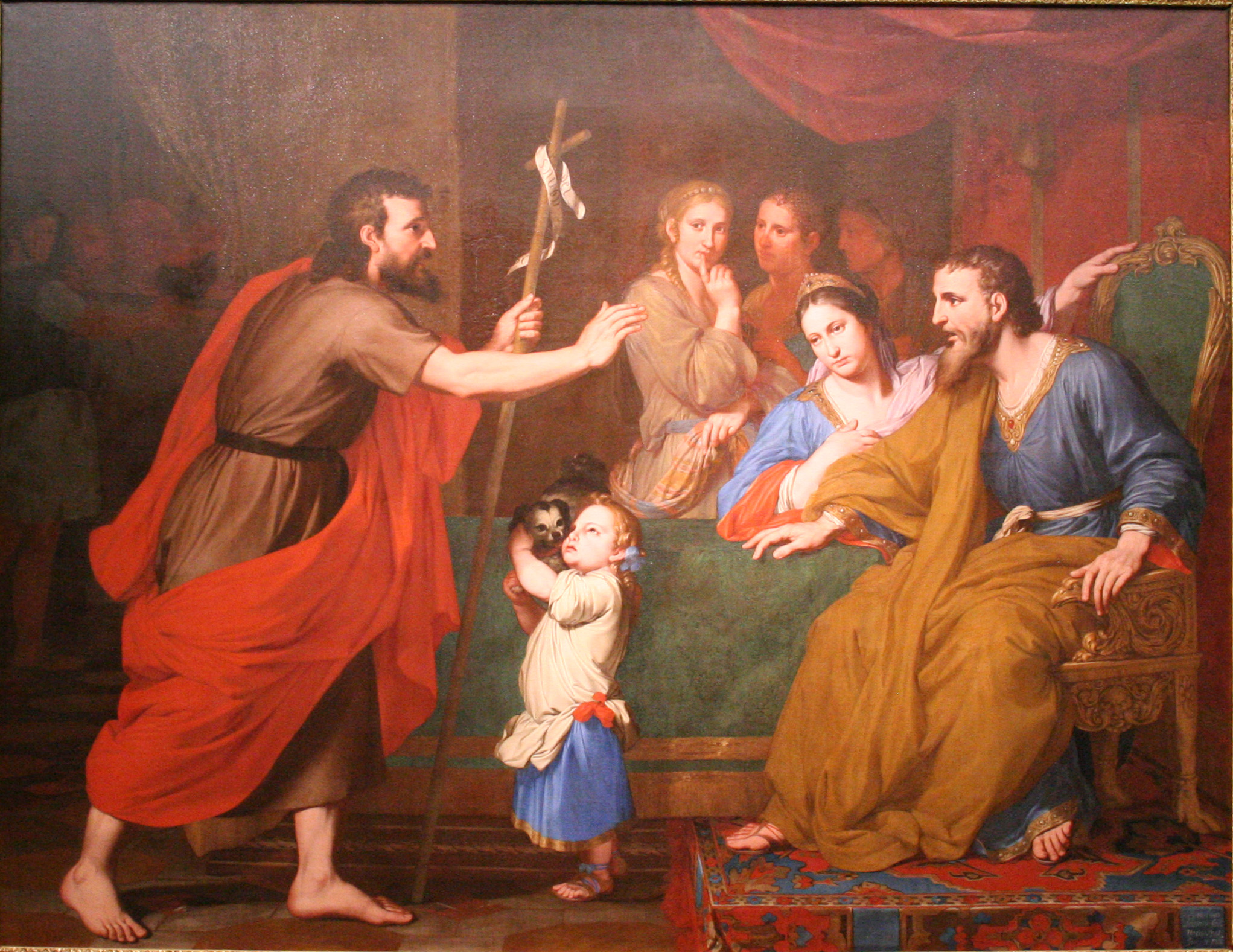
Reynaud Levieux, Saint Jean-Baptiste et Hérode (1667)
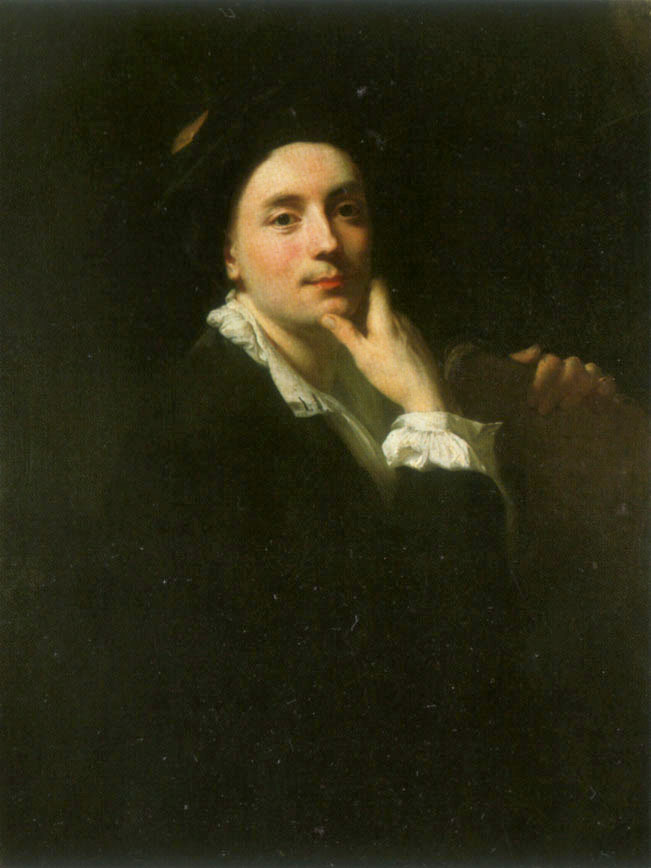
Jacques-François Delyen, Autoportrait (1714)
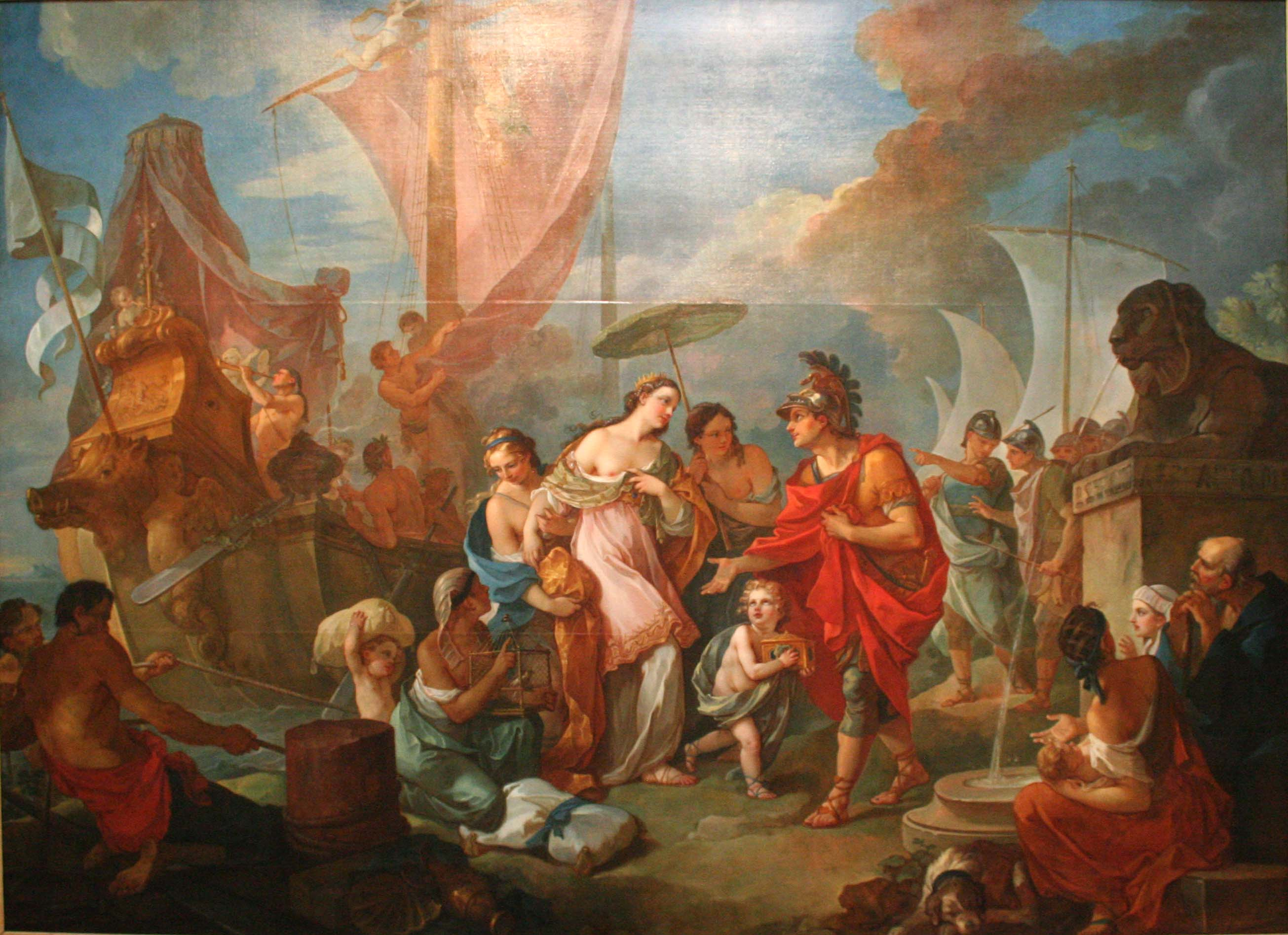
Charles-Joseph Natoire, L'Arrivée de Cléopâtre à Tarse (1756).
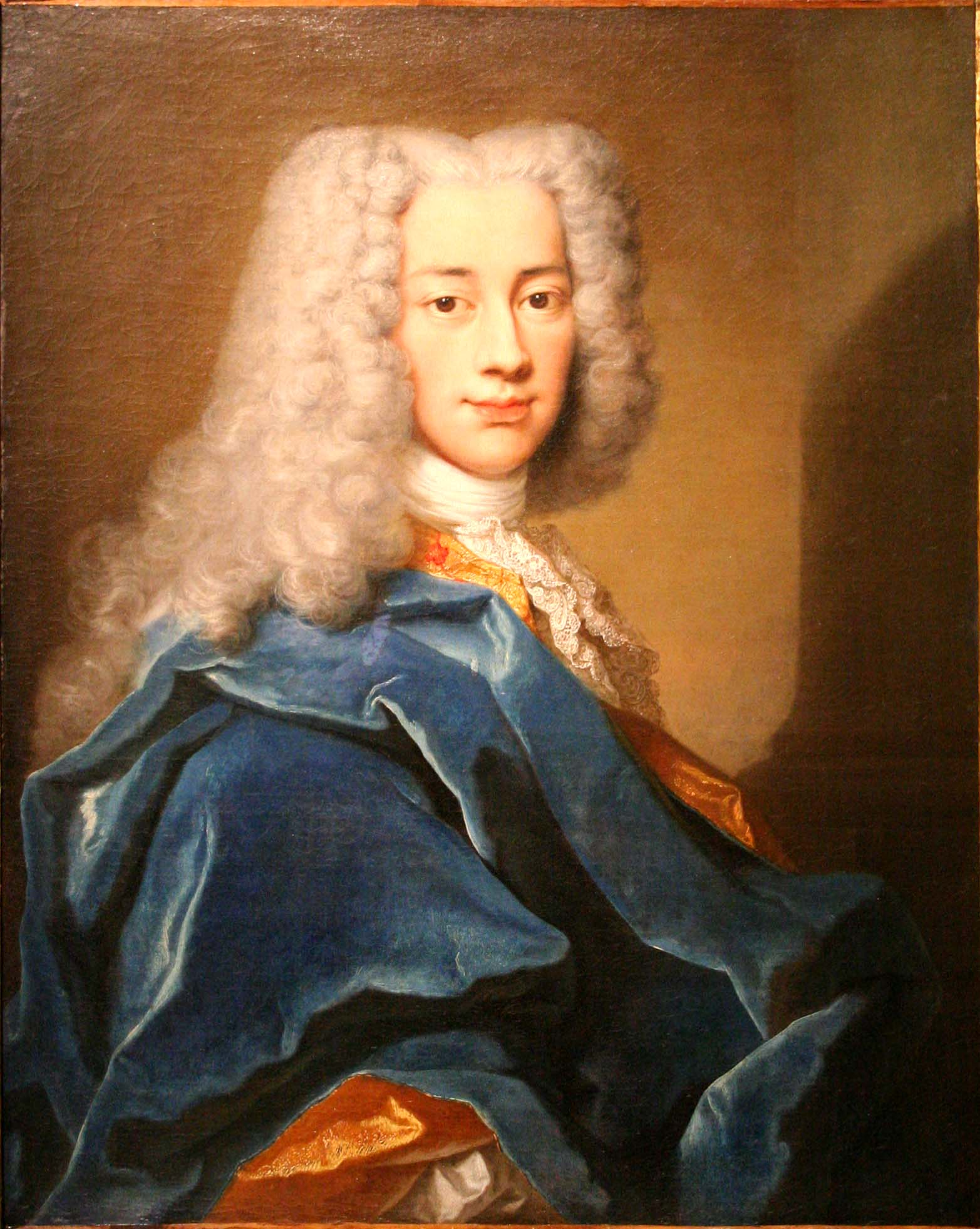
Nicolas de Largillierre, Portrait de gentilhomme (vers 1715)
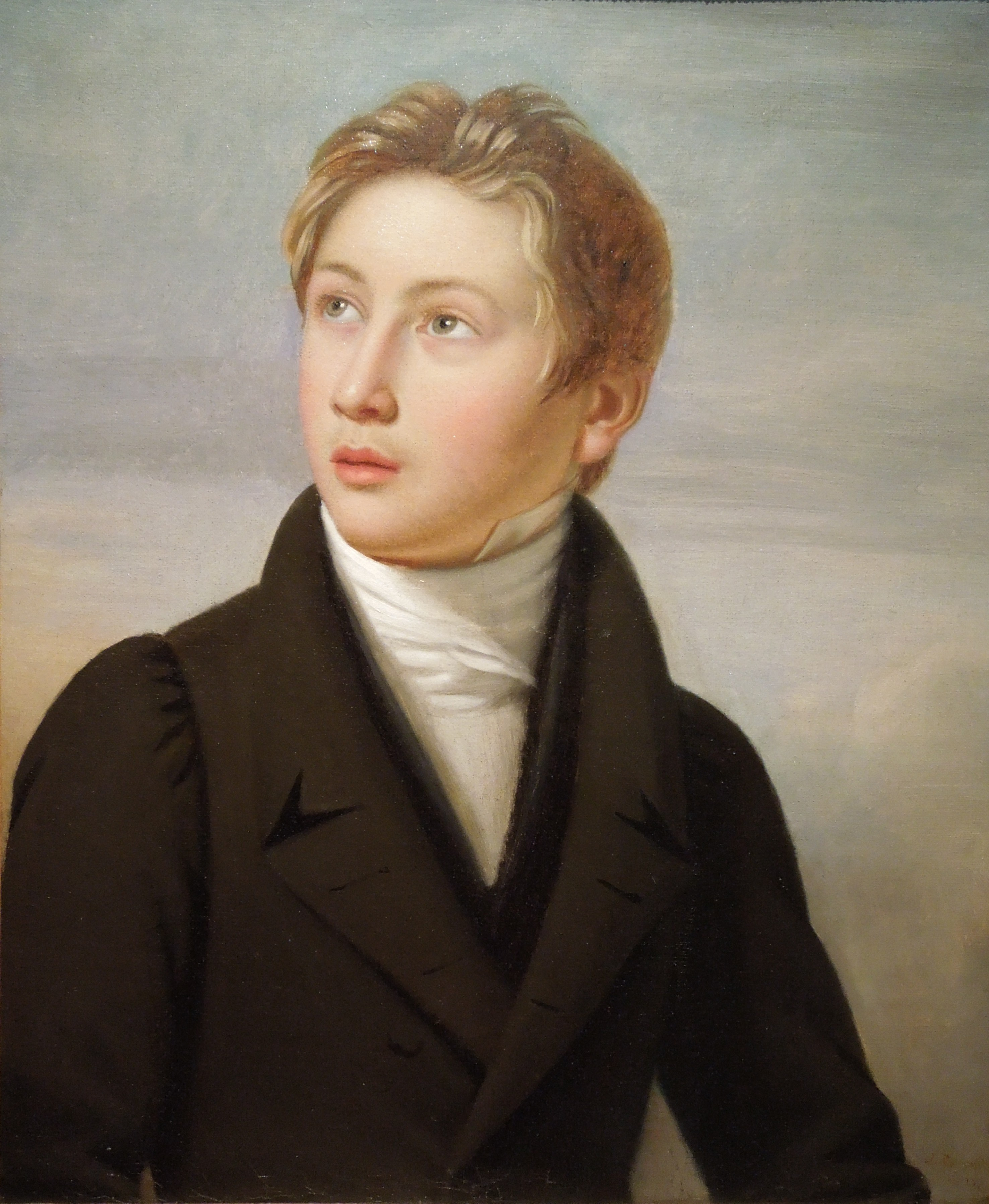
Jean Vignaud, Liszt adolescent (1826)
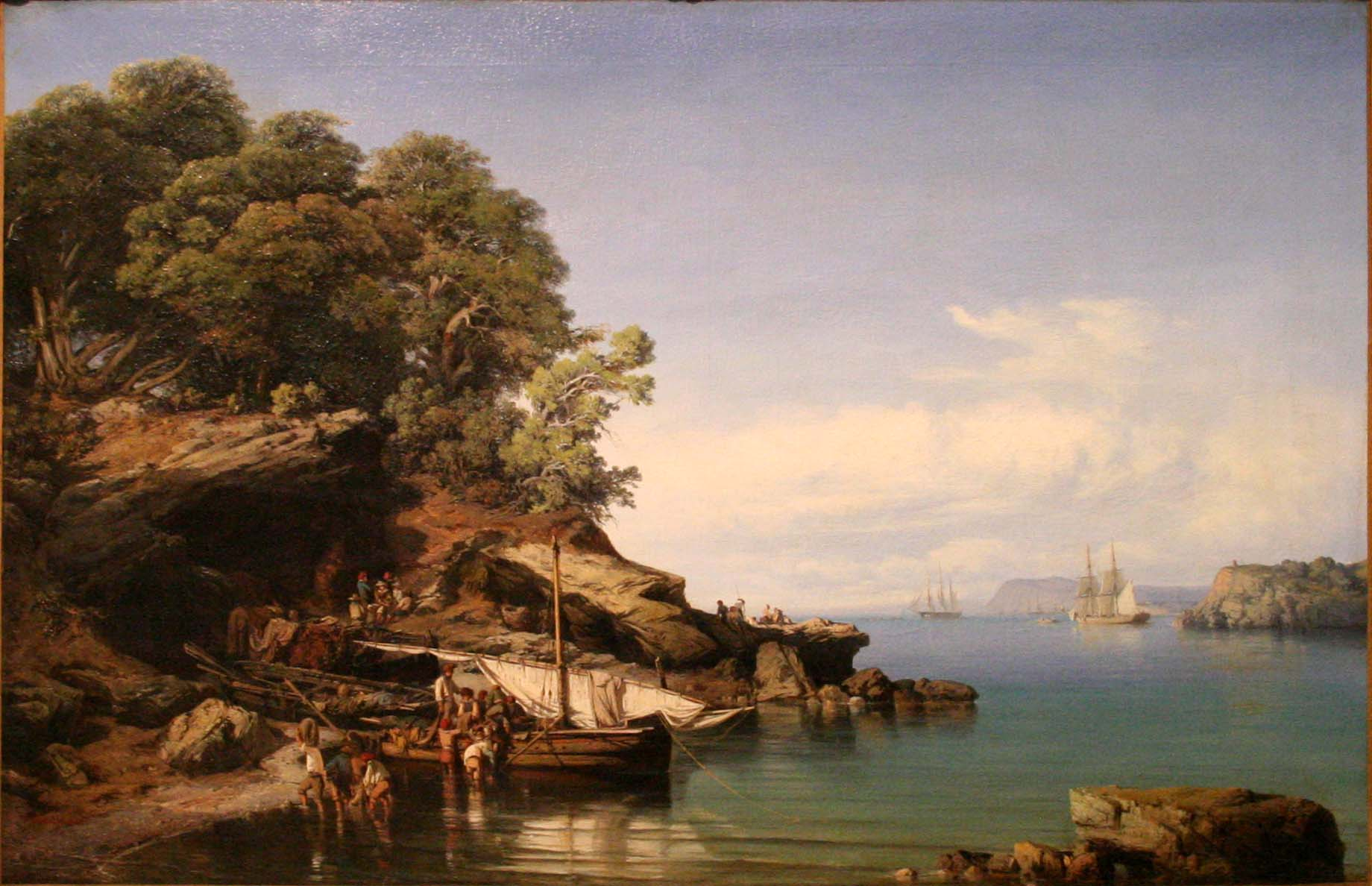
Vincent Courdouan, Marine (1848)
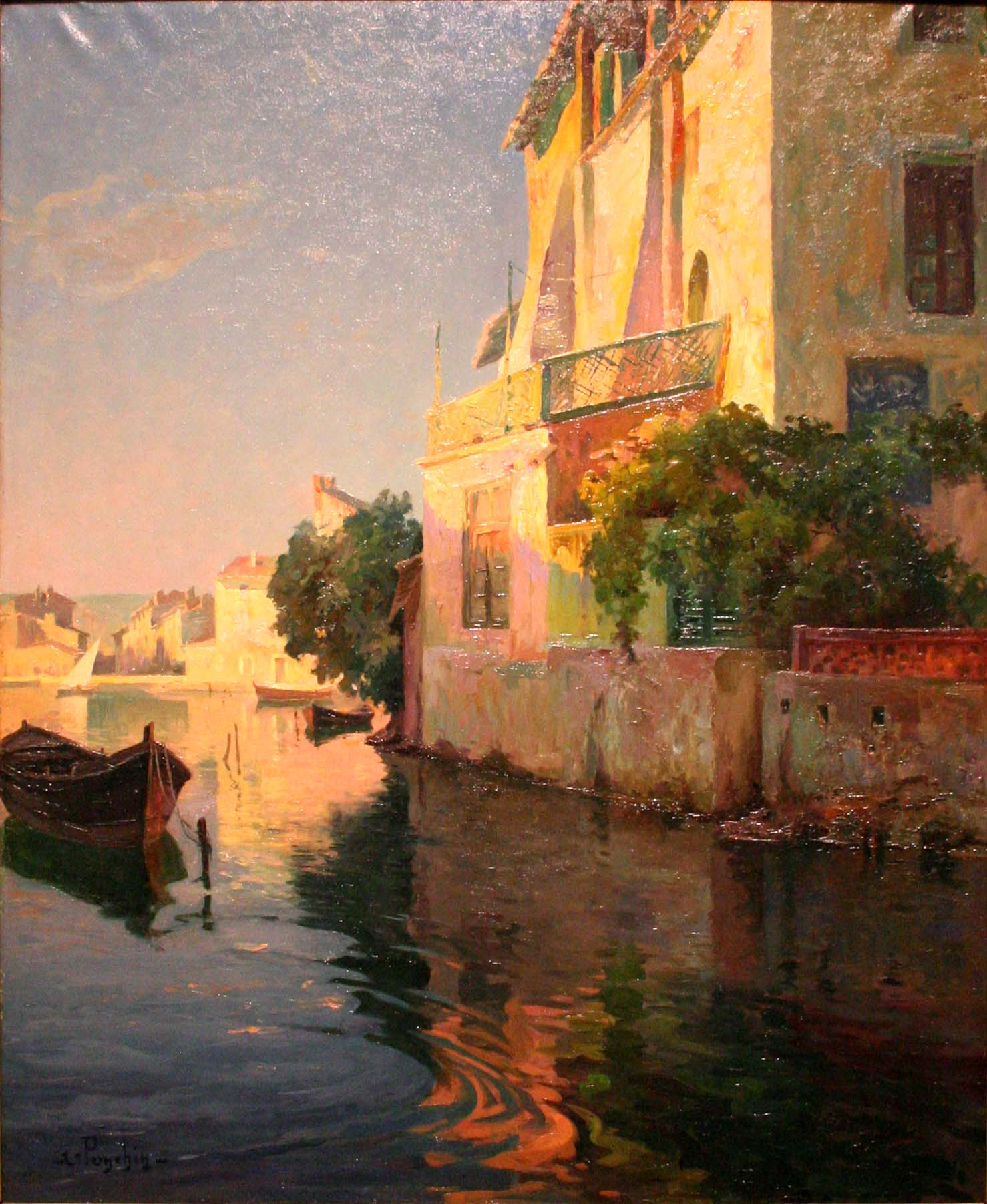
Antoine Ponchin, Maisons sur l'eau

### Sculptures
- Auguste Bosc (1827-1879) : Buste de Frédéric Vidal, marbre (1855)
- Albert-Ernest Carrier-Belleuse (1824-1887) : Portrait d'Alexandre Pieyre, marbre (1851)
- Giambologna (1529-1608) : Mercure, bronze
- Aimé Charles Irvoy (1824-1898) : Portrait du général baron de Chabaud-La-Tour, marbre (1890)
- Alfred-Adolphe-Édouard Lepère (1827-1904) : Lyssia, marbre (1858)
- Lucien Pascal (1851- ? ) : Léon Ménard, marbre (1883)
- James Pradier (1790-1852) : La Poésie légère, marbre (1846) ; Atalante, plâtre (1847) ; Portrait de Jean Reboul, bronze ; Portrait de Jules Canonge, bronze ; Pandore, bronze
- Pierre Puget (1620-1694) : Salvator Mundi, marbre
- Camillo Rusconi (1658-1728) (atelier de) : Sainte André, terre cuite (vers 1708-1711)

Sculptures
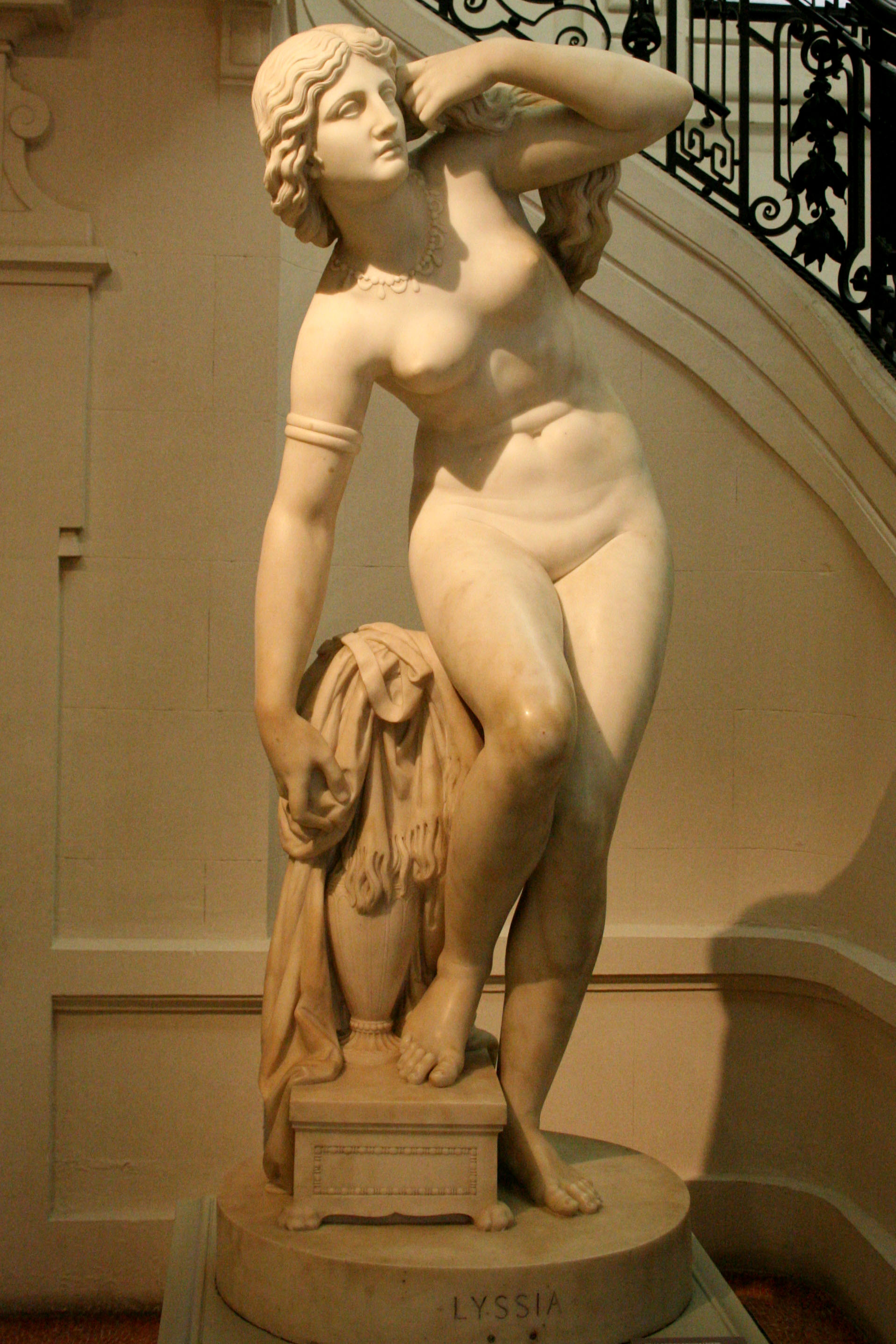
Alfred-Adolphe-Édouard Lepère, Lyssia (1858).
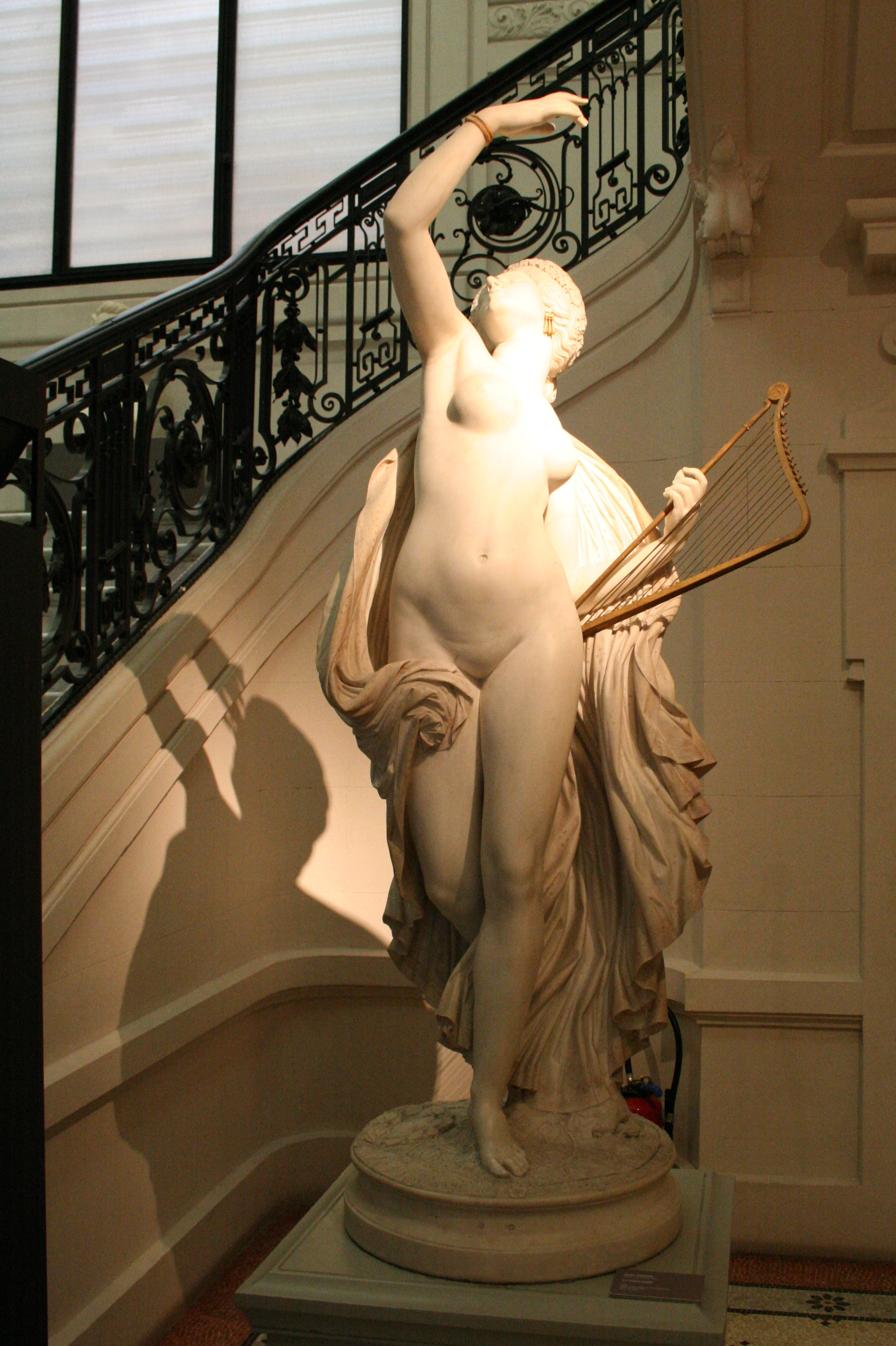
James Pradier, La Poésie légère (1846)
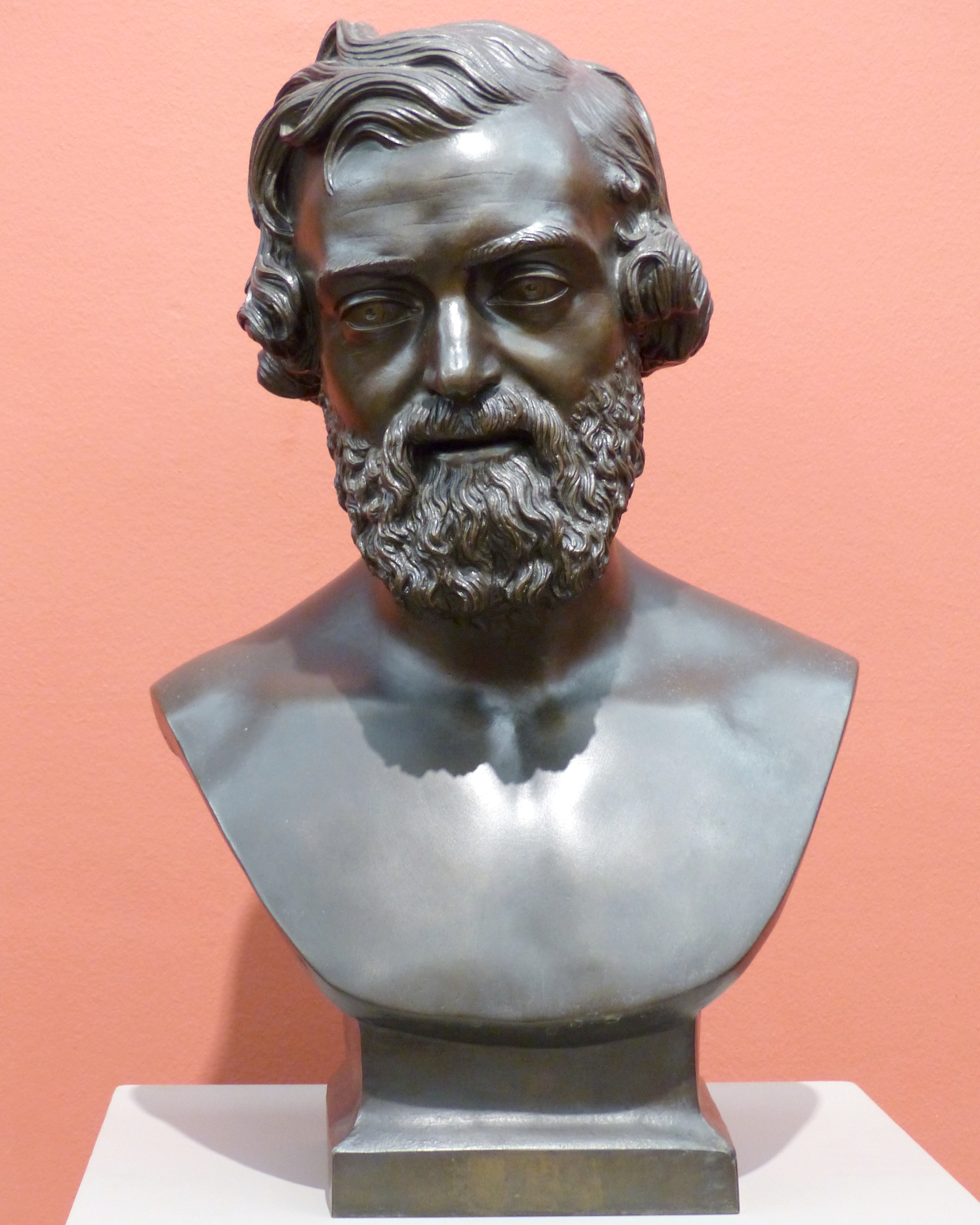
James Pradier, Portrait de Jules Canonge
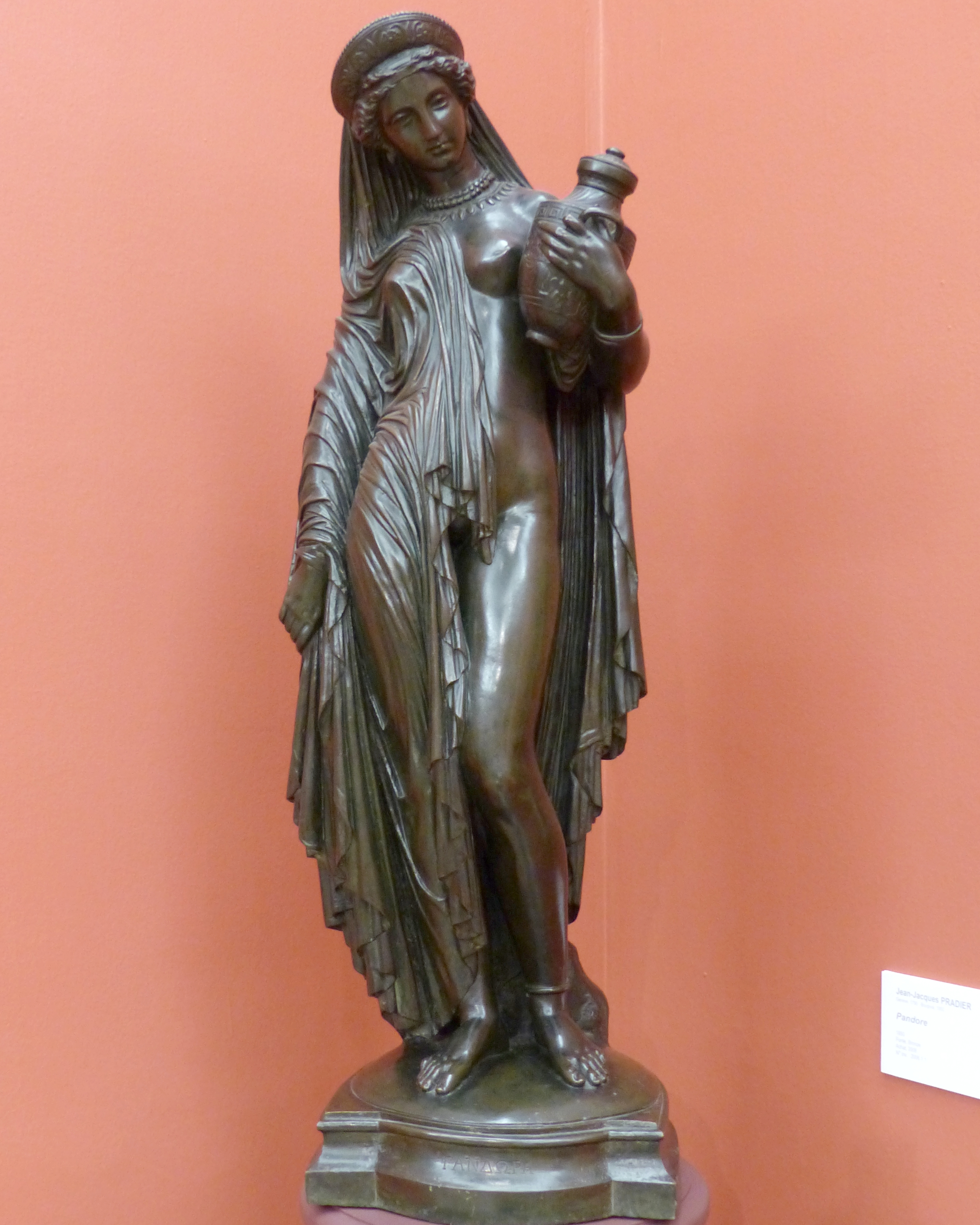
James Pradier, Pandore (1850).
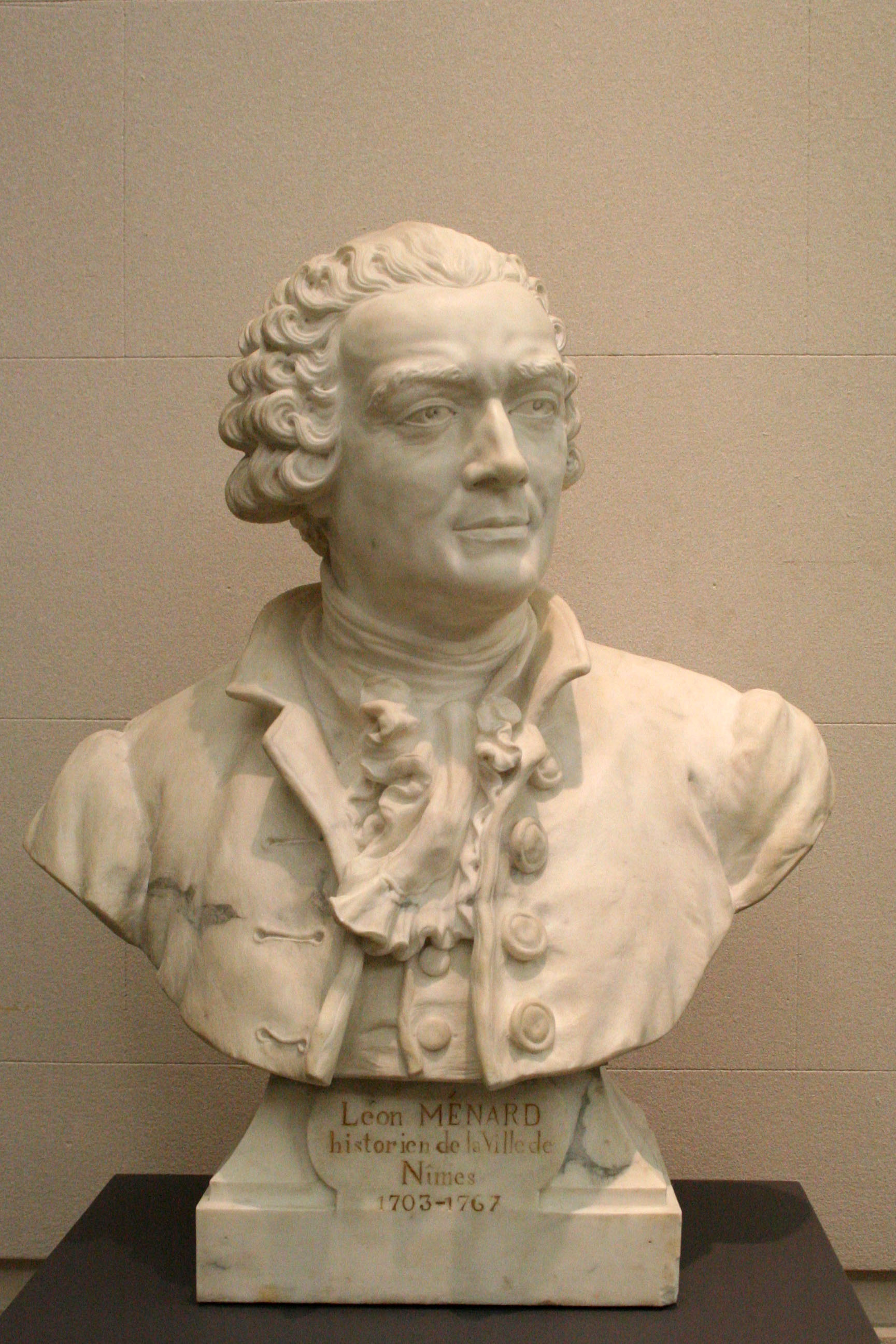
Lucien Pascal, Léon Ménard (1883).
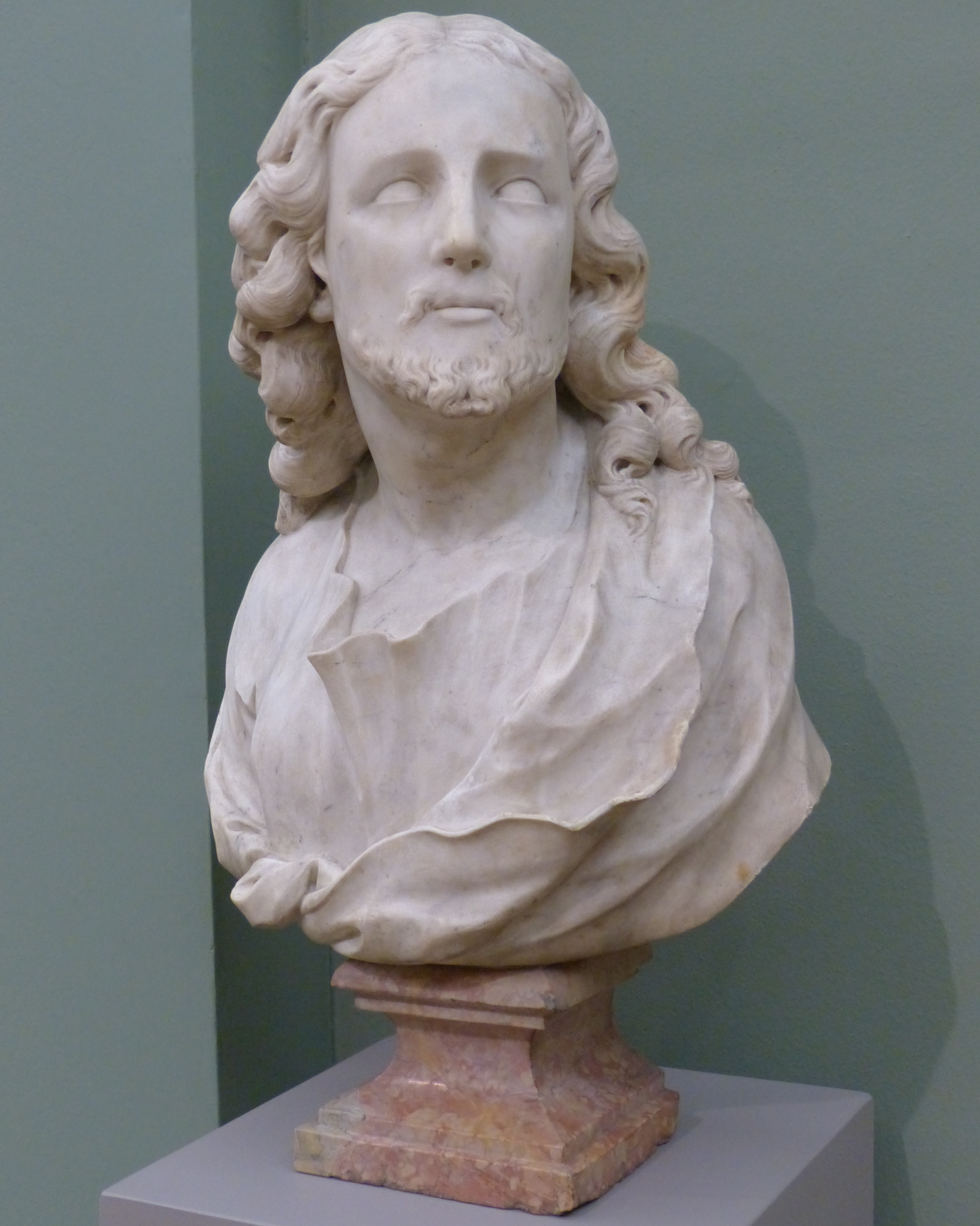
Pierre Puget, Salvator Mundi

### Objets d'arts

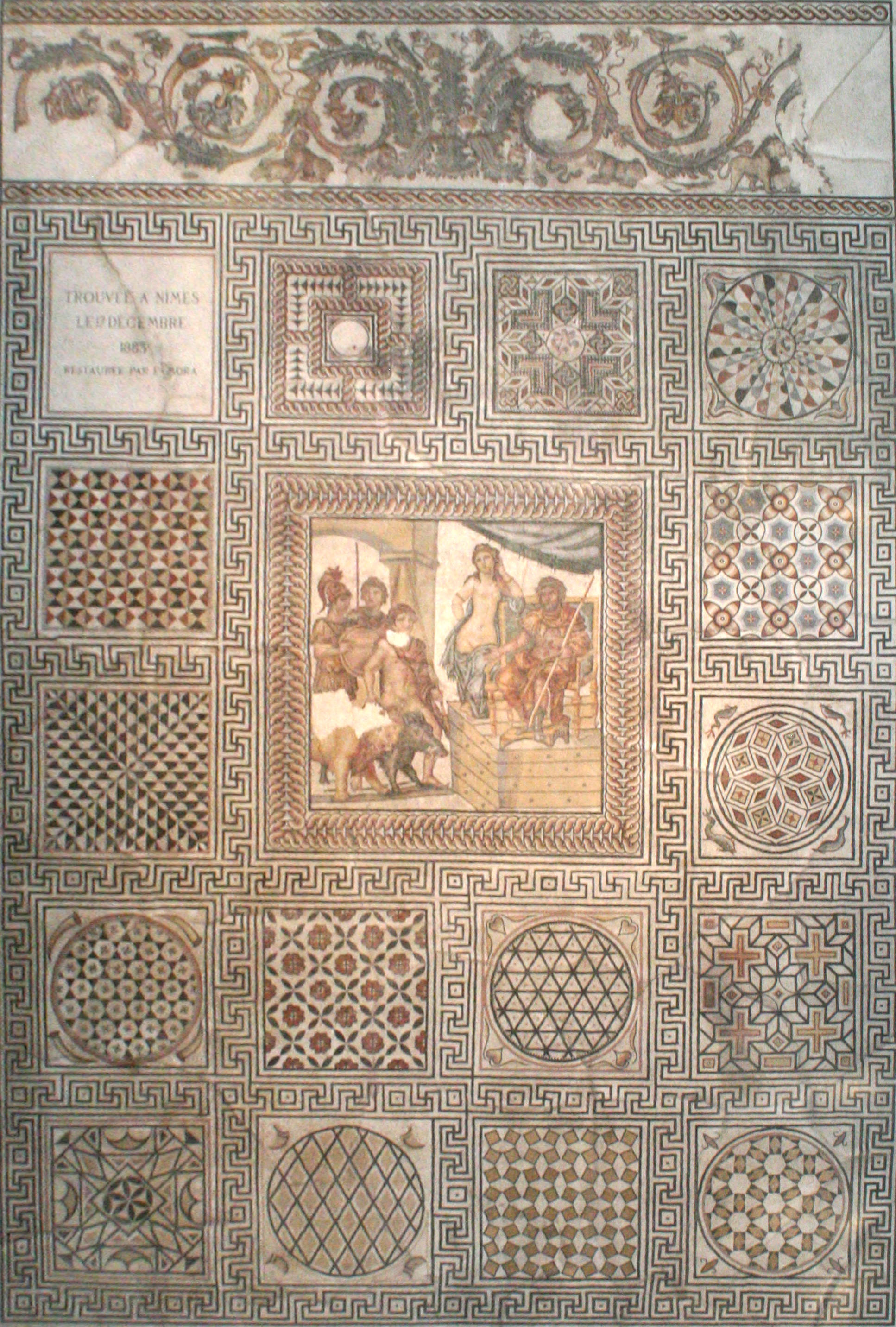
Mosaïque romaine

Le musée conserve également deux œuvres prestigieuses qui méritent à elles seules le déplacement : une très grande mosaïque romaine de la deuxième moitié du IIe siècle représentant le mariage d'Admète, et un tondo en terre cuite polychrome vernissée d'Andrea della Robbia représentant La Vierge à l'Enfant et deux chérubins, dite également Madone Foulc (fin du XVIe siècle).

#### Mosaïque romaine
Cette mosaïque romaine datant de la seconde moitié du IIe siècle est certainement la plus grande et la plus belle parmi celles trouvées à Nîmes. Elle a été découverte lors de la construction des halles de la ville en 1883 dans un état de conservation remarquable car elle était enfouie à 1,80 m sous terre. Ses dimensions sont exceptionnelles avec plus de 50 m2 : 8,80 m de long sur 5,94 m de large.
Le panneau central représente une scène de la mythologie grecque où Admète, roi des Phères, demande à Pélias, roi d'Iolcos, la main de sa fille Alceste. D'après la légende Admète devait, pour obtenir satisfaction, réussir une épreuve imposée par Pélias : atteler ensemble un lion et un sanglier, puis conduire un tel attelage. Admète fut aidé dans cette entreprise par Apollon qui, puni par Zeus pour avoir tué les cyclopes et obligé de servir Admète pendant un an, rendit dociles les deux bêtes sauvages. Le panneau central représente Admète tenant en laisse les deux animaux et venant chercher Alceste debout au pied de son père. Autour de cette scène, quinze panneaux de forme carrée sont décorés de figures géométriques et forment un ensemble très décoratif. Le bord supérieur de cette mosaïque est orné d'une frise de rinceaux d'acanthes avec léopard, lion et oiseaux.
La présence de cette mosaïque au cœur du musée des Beaux-Arts a été voulue dès la conception du bâtiment en 1907 ce qui montre le grand attachement des Nîmois aux origines romaine de leur ville.

#### Terre cuite vernissée

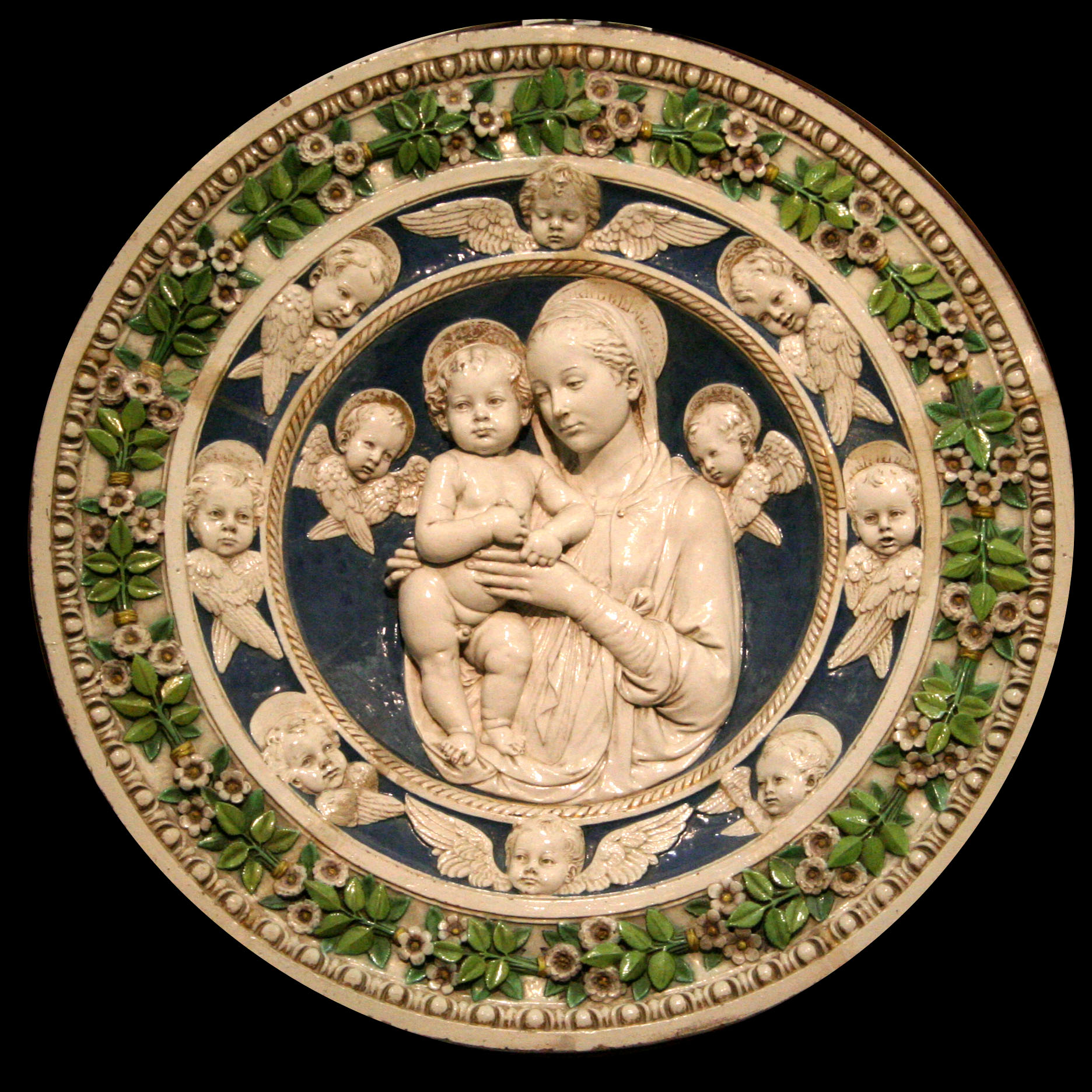
Andrea della Robbia, Vierge à l'Enfant et deux chérubins.

Edmond Foulc, riche manufacturier nîmois, avait rassemblé à la fin du XIXe siècle une magnifique collection d'objets d'art du Moyen Âge et de la Renaissance. Peu de temps avant sa mort survenue en 1916 le collectionneur lègue à Nîmes, sa ville natale, quelques pièces, dont cette Vierge à l'Enfant et deux chérubins réalisées en terre cuite polychrome vernissée par Andrea della Robbia et surnommée depuis Madone Foulc. Les héritiers d'Edmond Foulc vendront en 1928 le reste de cette prestigieuse collection dont l'essentiel est conservé au musée de Philadelphie. Ce tondo proviendrait du palais Strozzi à Florence. Il s'agirait du modèle de référence de l'artiste qui a réalisé une série de Vierge à l'Enfant et deux chérubins du même type, dont on connait plusieurs autres exemplaires à Florence, Londres, Washington et New-York. Cette Madone Foulc a été reconnue très tôt, lorsqu'elle était encore en possession d'Edmond Foulc, comme l'exemplaire à la fois le plus ancien et le plus beau.

## Conservateurs
- Albert Eloy-Vincent[Quand ?]

[...]
- 1997-2001 : Guy Tosatto
- 2001-2023 : Pascal Trarieux
- depuis 2024 : Barbara Gouget[5]